# マーチ・エンジニアリング
マーチ・エンジニアリング (March Engineering) はかつて存在した、イギリスのレーシングカーメーカーで、フォーミュラカーからスポーツカーまで多くのカテゴリーのレーシングカーのシャシーを生産、市販している。名称の由来は、チーム設立にかかわった、マックス・モズレー(M)、アラン・リース(AR)、グラハム・コーカー(C)、ロビン・ハード(H)の頭文字をとったものである。F1にもコンストラクタとして各チームにシャシーを供給した他、自らのチームを立ち上げて参戦したこともある。
F3やF2、グループCなどのヨーロッパのカテゴリーだけでなく、チャンプカーやIMSA GTPなどのアメリカンレースのカテゴリーにもシャシーを供給した。
1990年から1991年はコンストラクター名称を「レイトンハウス」 (Leyton House) に変更していたが、本項で詳細を記載する。

## 歴史

### 初期の活動

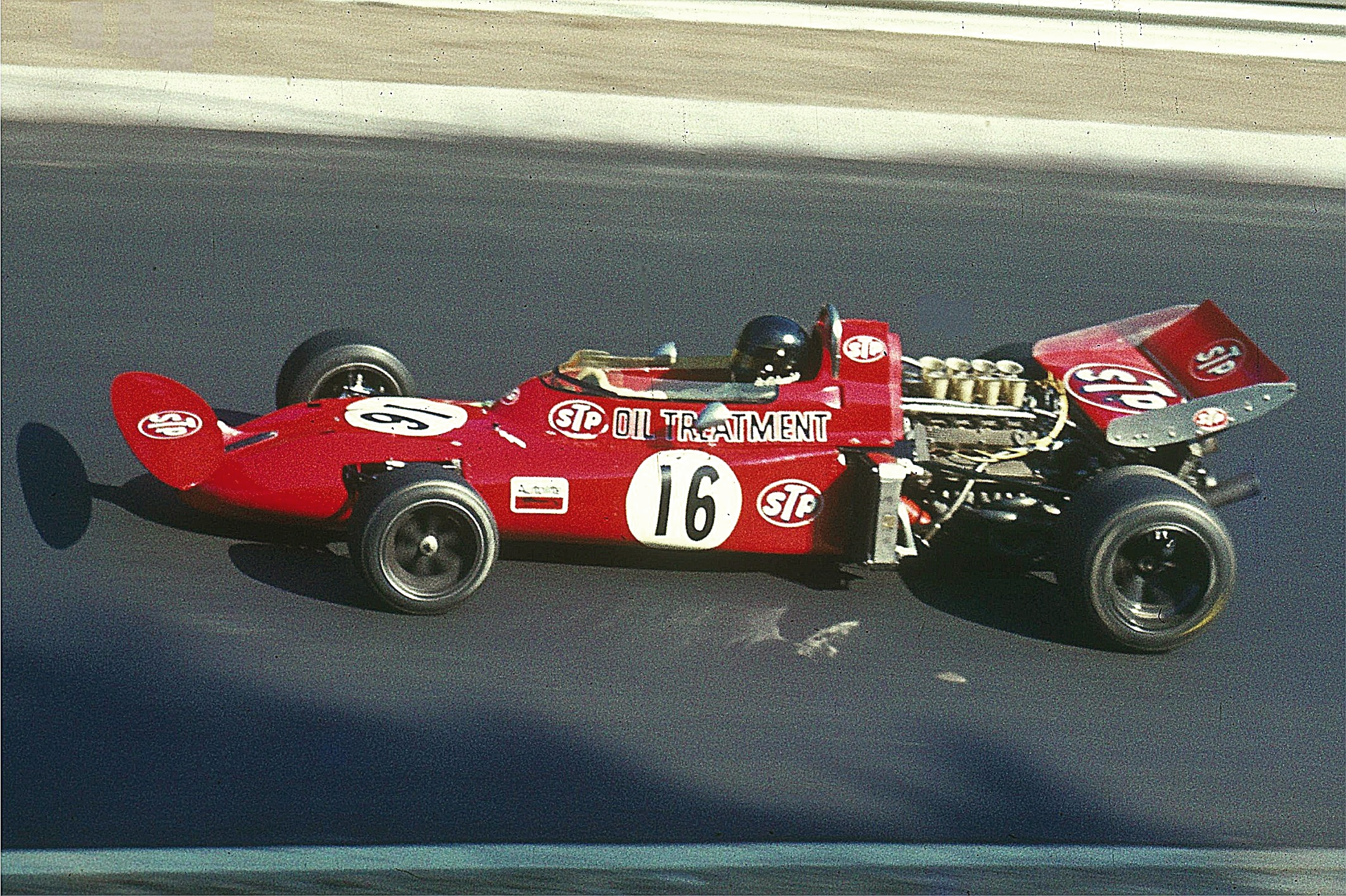
アンドレア・デ・アダミッチがドライブする711（1971年）

1969年にF3車両「693」を作成し、活動を開始した。この車両のドライバーはロニー・ピーターソンが務めた。翌1970年には「701」を作成し、F1への参戦を開始した。マーチは自らチーム運営するだけでなく、前年のチャンピオン、ジャッキー・スチュワートの所属するティレルにも車体を供給した。ワークスチームはSTPのスポンサードを受け、クリス・エイモン、ジョー・シフェールをレギュラーとし、数戦でマリオ・アンドレッティがドライブする体制で参戦開始した。参戦2戦目のスペインGPではスチュワートが早くも優勝を飾り、コンストラクターズ選手権では3位となった。
同1970年、マーチはCan-Amにも参戦を開始し、最初の車両は「707」と呼ばれた。
1971年にもピーターソンが4回の2位を含む5度の表彰台を獲得するなどの活躍を見せるが、1972年にはアルファロメオ製ギアボックスを搭載した新型721Xが失敗作に終わり、1973年にはSTPがスポンサードを打ち切った。
1974年にはイタリアの工具メーカーベータをメインスポンサーとして獲得した。翌1975年のオーストリアGPでは、大雨の中ヴィットリオ・ブランビラが自身のF1初優勝を果たした。この優勝は「モンツァゴリラ」ことブランビラのキャリア唯一のものとなったが、この時のブランビラはゴール後にマシンをスピンさせ、ガードレールにクラッシュしてしまった。また、スペインGPではラバッツァカラーの車両をドライブしたレラ・ロンバルディが6位に入賞し、女性としてF1史上唯一（2016年現在）のポイント獲得を果たした。
1976年は、シーズン序盤にロンバルディに代わりマーチに復帰したピーターソンが、イタリアGPでマーチに3勝目をもたらしたが、これがチームの最後の優勝となった。1977年はノーポイントでシーズンを終え、この年のシーズン終了後にチームはATSへ売却され、モズレーはFOCAの仕事に専念することとなった。
1978年はプライベーターとしてパトリック・ネーヴェがベルギーGPに781をエントリーしたが、予備予選から走行しなかった。781は2台製作され、British Formula One Seriesで使用された。ベルギーGP以外には、世界選手権にマーチの車両はエントリーされなかった。

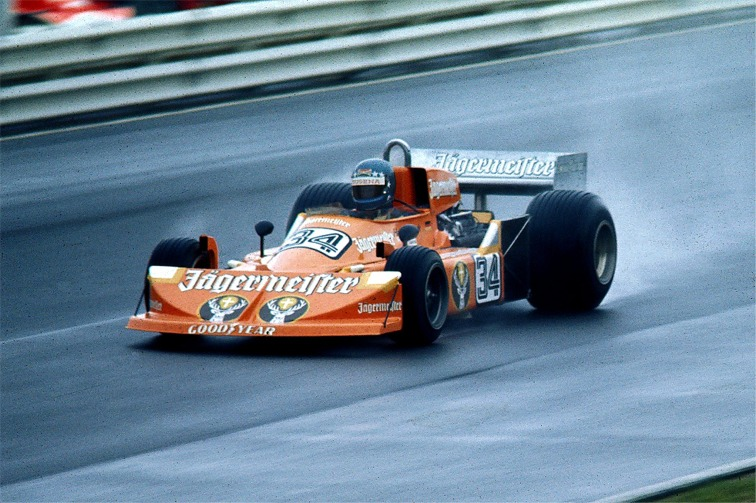
ハンス＝ヨアヒム・スタックがドライブする761（1976年ドイツGP）

1978年からの3年間には、BMWエンジンとともにF2へシャーシを供給した。

### 1980年代～1990年代
1981年、前年にウィリアムズ・FW07シャシーを購入してF1参戦したイギリスのレーシングチーム「RAM」が自チームでF1マシンを作る十分なリソースを持たないため、マーチ創設者の一人であるマシンデザイナーのロビン・ハードと手を結ぶ。ハードとRAMは1980年秋にマーチ・グランプリを設立するが、これはマーチ・エンジニアリングとは関係の無い独立した組織であった。マーチ・エンジニアリングは当時F2マシン（802 → 812）を製造していたが、そこからの技術移転もなかった。ハードはRAMの1981年F1参戦のためにマシンを設計。そのマシンは「マーチ・811」と呼ばれ、ハードの持つもう一つの別会社マーチ・エンジンズで製作され、RAMレーシングが「マーチ・レーシングチーム」としてエントリーするという複雑な参戦形態を持っていた。811はウィリアムズ・FW07に酷似しながらより重いうえに剛性が不足した、中途半端なマシンで戦闘力も無かった。ドライバーは当初エリセオ・サラザールだったが、サラザールは第7戦スペインGPからエンサインに移籍し、その後はデレック・デイリーに交代したもののまったく奮わないままシーズンを終えた。RAMの代表者ジョン・マクドナルドはマーチ・811を「クソの山だ。これは公式コメントだ。」とプレス陣に発言するほどフラストレーションを溜めていた。1981年シーズンの終わりにハードはRAMとのプロジェクト現場から去り、RAMは「マーチ・グランプリ」の機材を引き継ぎ自らの展望の下に翌シーズンに臨むこととなった。
1982年も、チームは実質的に分裂したにもかかわらず、RAMがマーチの名で引き続いてエントリーした。これに従って、82年型のマシンもマーチ・821と命名されたが、以前からのマーチとは本質的につながりが無かった。メインスポンサーとしてロスマンズを獲得したが、821はチーフエンジニアのエイドリアン・レイナードが戦闘力のあるマシンを作り上げるのには間に合わず、このシーズンもまったく成績を残せずに終わり、低迷に嫌気がさしたロスマンズはスポンサーを降りた。
1983年にはRAMのジョン・マクドナルドがコンストラクターとして参戦することを決断したため、マーチとの協力関係は準備期間の間に留まった。新マシンRAM・マーチ01の設計は主としてマーチ・エンジニアリングのデイブ・ケリーが設計した。彼は単純な「キットカー」として設計し、01はRAMの手によって独自の専用部品ではなくアフターマーケットで入手できる汎用パーツで組み立てられた。こうして最終工程以後をRAMが自前で製作したことから、マーチとの関係は共同オーナーであるロビン・ハードを介したものだけになった。このRAMとのF1プロジェクトは、ハードが個人的に関与し、「マーチ」の名を持つ別組織によるマシン、という前述の事情があり、英国ではしばしば「マーチだが、マーチではない」と表現される。

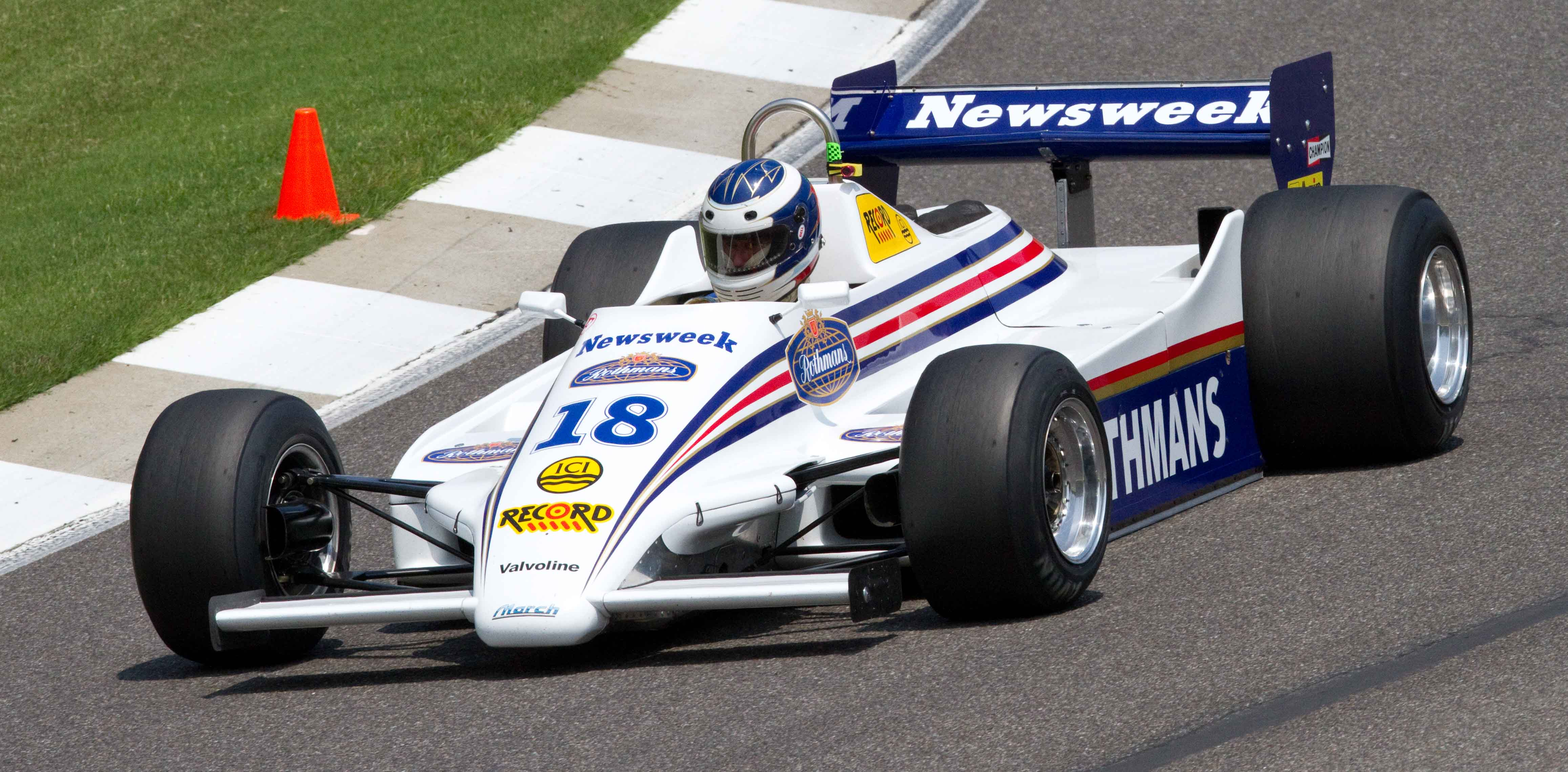
821（1982年）

この時期、グループ内の別会社であったマーチ・エンジンズがBMW M1(市販車としてはまったく成功しなかったが後に何台かがグループCのレースに参戦した。後述)や792のシャーシをベースにしたものの不首尾に終わったインディカーの改造プロジェクトを多数請け負っている。

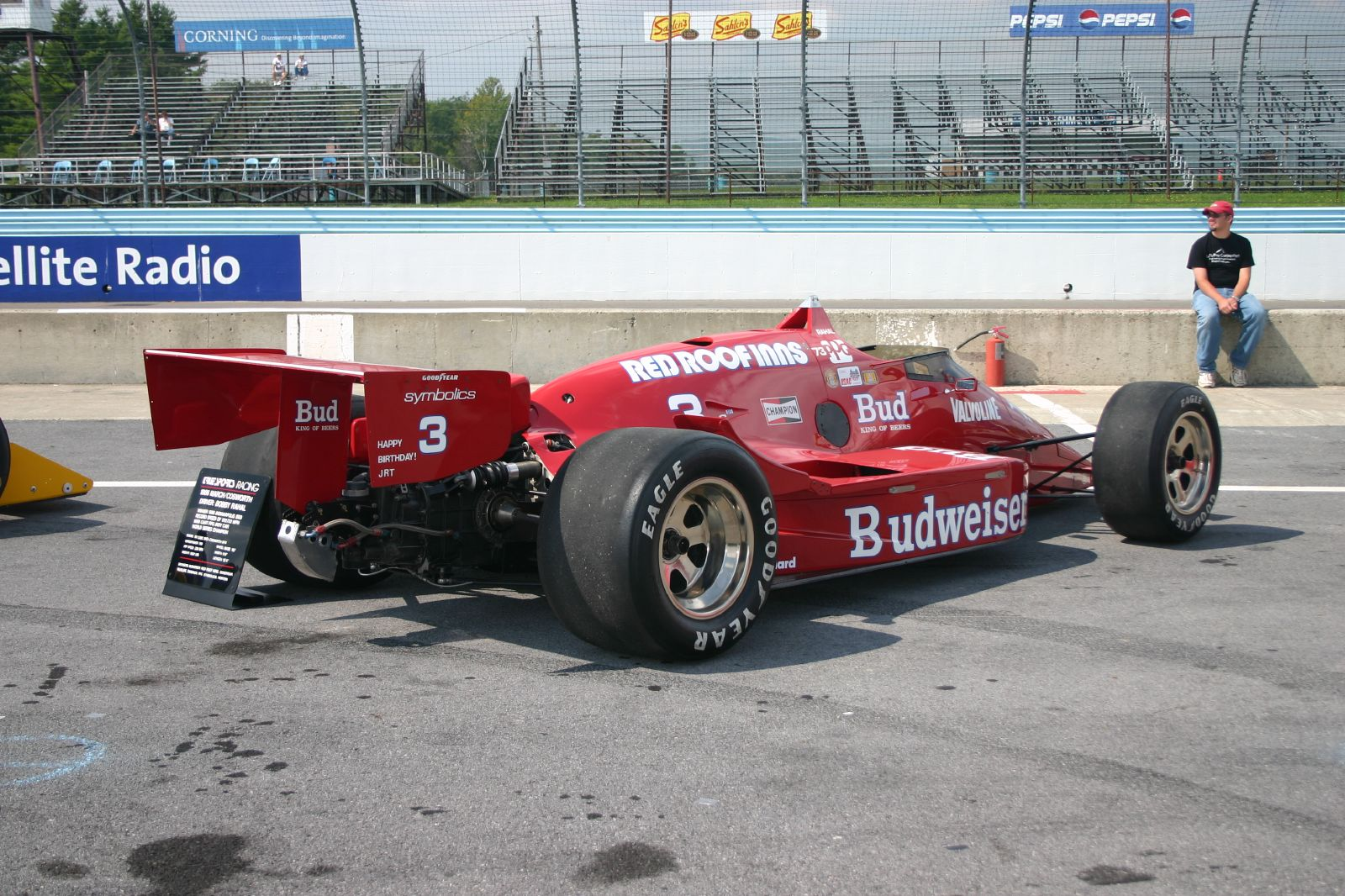
1986年インディ500およびCARTシリーズに参戦した、トゥルースポーツ マーチ・86C（ボビー・レイホール）

1980年代初頭には、マーチは主にF2とインディカーへの参入に注力していた。マーチの「FW07コピー」811はF1ではまったく奮わなかったが、対照的にインディカーのマーチ・81Cは即座に成功を収めた (これは開発にジョージ・ビグノッティが直接関与したことも大きく影響している)。コスワースエンジンを搭載したマーチのマシンは1983年から1987年にかけてインディ500を5連覇し、中でもマーチ・86Cは1986年・1987年と2連勝している。一方でウィリアムズから正式にFW07のライセンスを取得したボビー・ヒリンのマシンは故障に見舞われ、コピーの方が好成績を収めるという皮肉な結果になっている。

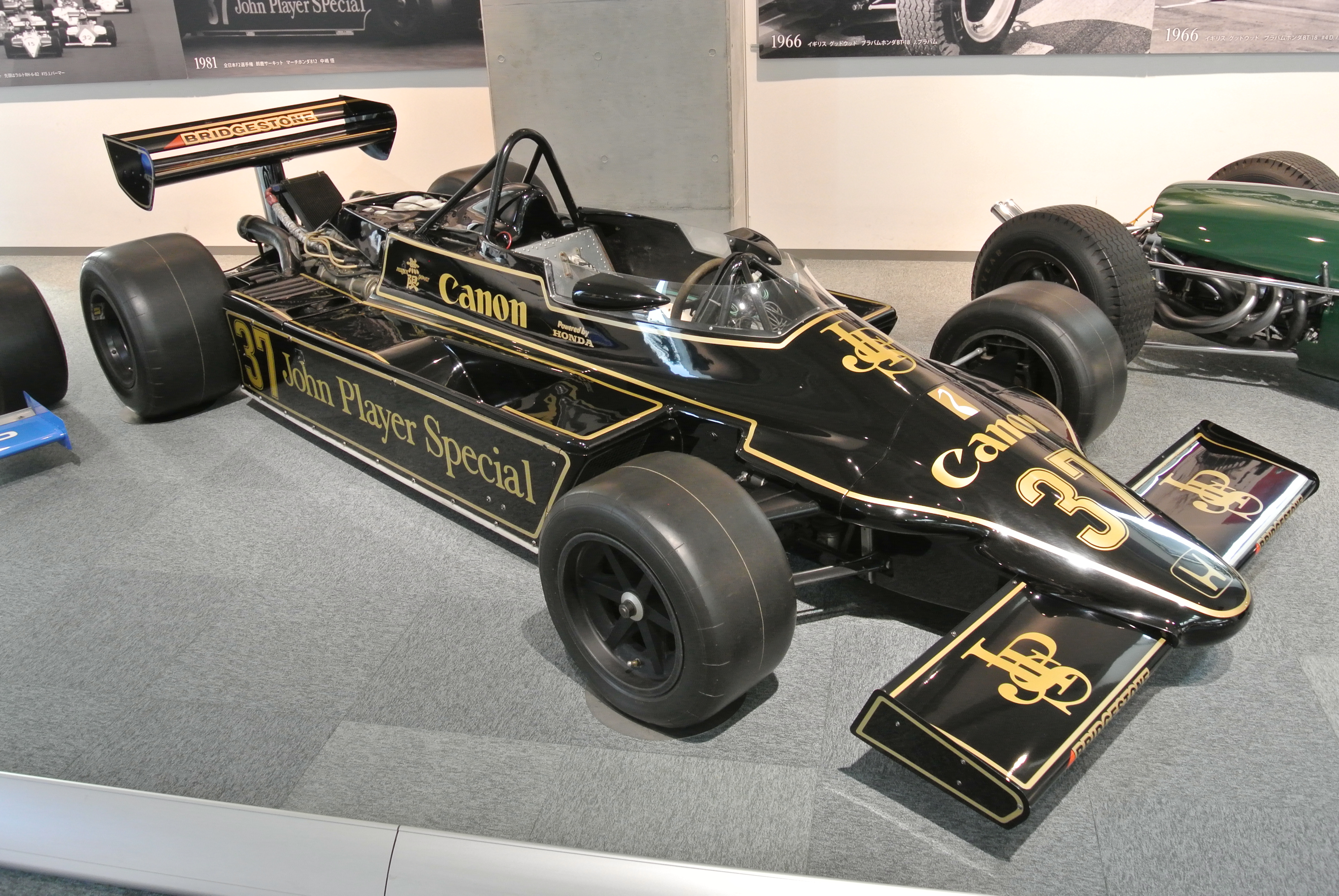
マーチ・812

F2ではラルト・ホンダがレースを席巻するようになり、マーチ車のタイトルは1982年のコラード・ファビの勝利が最後のものになった。これに先立つ1981年シーズン末には、マーチはほぼ独占状態にあったF3を「利幅が小さい割に生産能力が必要でF2やインディカーの生産を圧迫する」として撤退していたが、これはラルトにとっては有利になった。

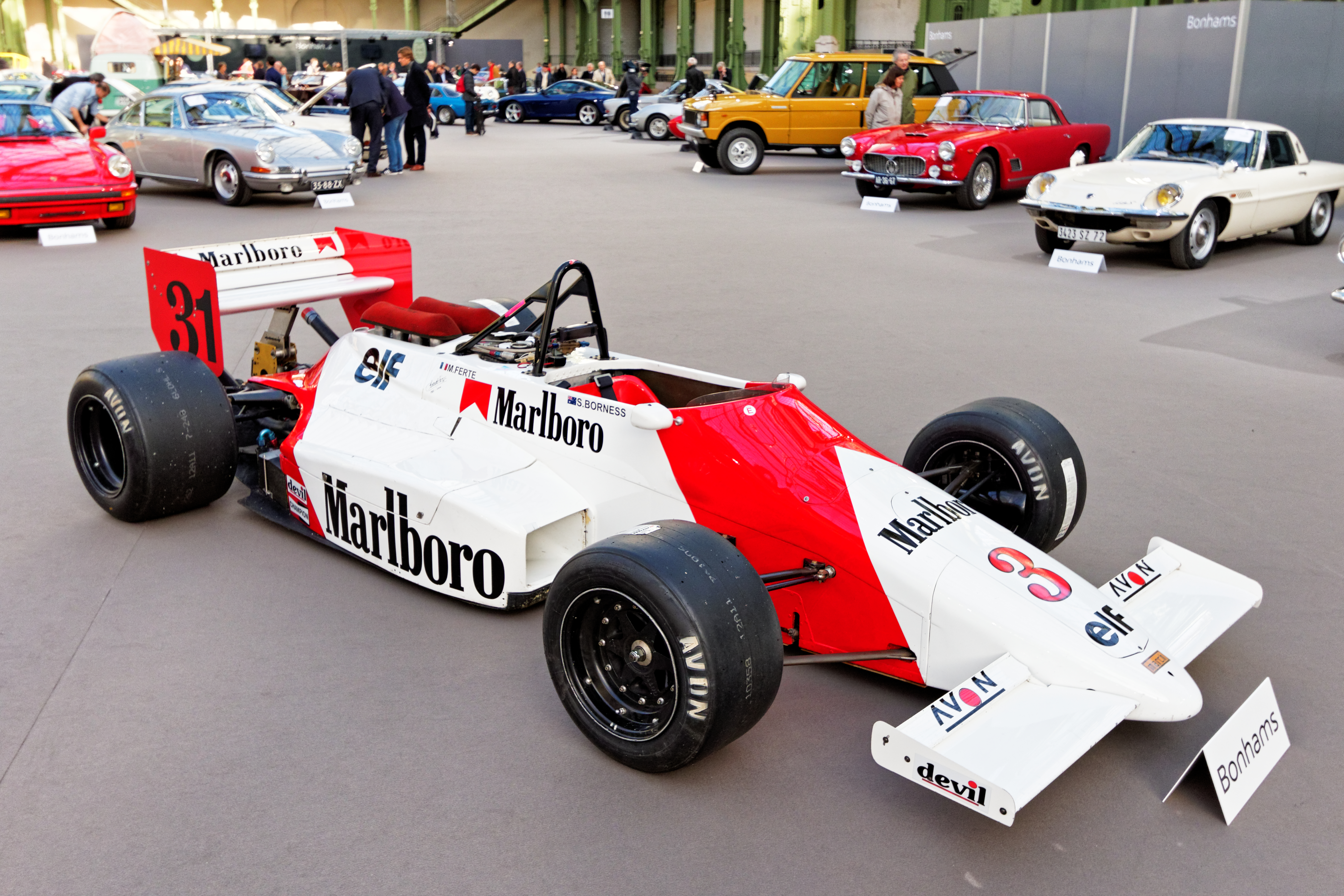
マーチ・85B

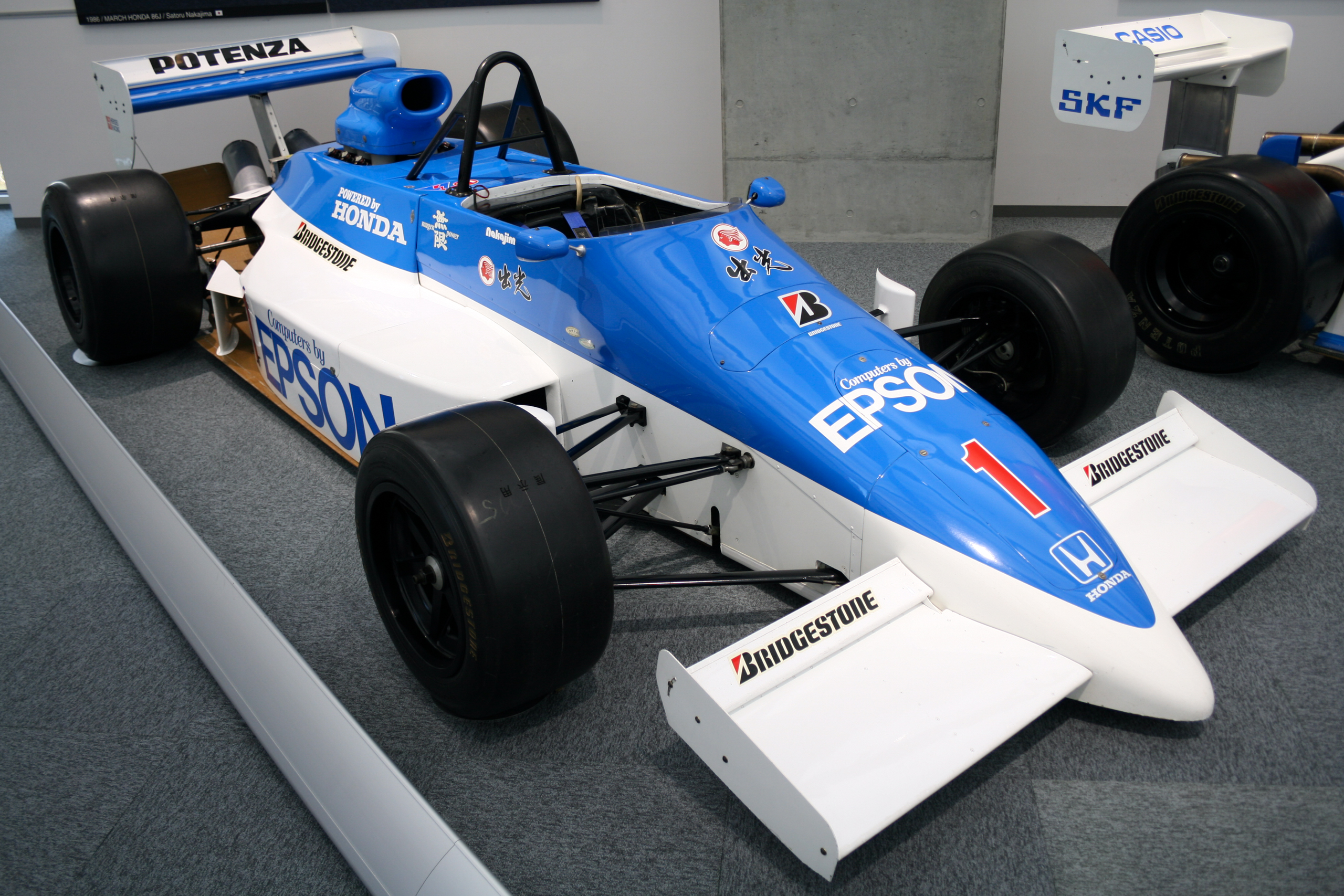
マーチ・86J

1985年に新たにF3000が始まるとマーチは初年度からマーチ・85Bを供給し、1985年にクリスチャン・ダナー、1986年にイヴァン・カペリ、1987年にステファノ・モデナと次々にチャンピオンを輩出した。マーチが投入した初期のF3000マシンは、実際には1985-1986年シーズンに日本のF2に投入された85Jを元にしたマシンであった。
一方、マーチはインディカーシリーズでは圧倒的な勢力を誇り、インディ500の出走車33台のうち実に30台がマーチであるほどだった。1980年代後半に入ると開発リソースの大半がF1マシンに振り向けられたため、F3000での戦績はローラやラルト、レイナードといったライバルに食われる形で徐々に下降し、F3000用シャシーは1989年のマーチ・89Bを最後に姿を消した。ただし、1989年にラルトを傘下に収めており、1991年にはF3000用のラルト・RT23をリリースしている。
1992年にインディカーシリーズに参戦するギャレスレーシングと共にギャルマー・エンジニアリングを設立し、製作されたギャルマーG92は抜群に速くはなかったが信頼性の面で優れており、同年のインディ500でアル・アンサーJrがデビューウィンを飾った（インディ500史上最も僅差の0.043秒差での勝利だった）。
1993年、前年のインディ500で優勝しながら、開発費がかさんだことから新型の開発を断念し、ギャレスレーシングはローラを使用した。同年のインディ500では1台のみギャルマーG92がエントリーしている。

### スポーツプロトタイプカー

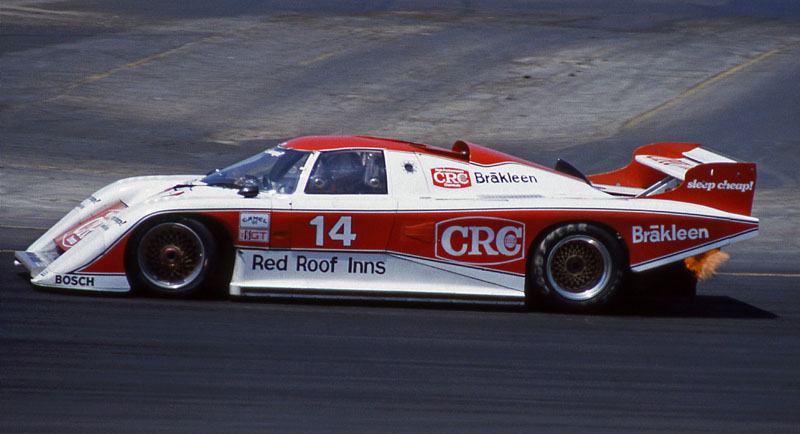
マーチ・83G（1983年）

グループCやIMSA GTPが創設されると、マーチは大きな収入源を手にすることになった。これらのプロトタイプカテゴリーにおいて、マーチは市販車としてはさっぱりだったBMW M1Cにポルシェやシボレーのエンジンを載せたマシンを投入し、主にアメリカで大きな利益を上げたのである。スポーツカーレースにおけるマーチ最大の成功は1984年のデイトナ24時間レースでの優勝であった。エイドリアン・ニューウェイが設計した最初のレーシングカーであるマーチ・83Gは、アル・ホルバートが1983年IMSA GTPチャンピオンを獲得し、翌年はランディ・ラニアーがチャンピオンになった。一方ワークスとして参戦したBMWは時折光る走りを見せてはいたが、エンジントラブルで苦しんだ。1985年のWEC-JAPANでは、シルビアターボCの名前でエントリーしたマーチ・85Gが、豪雨の決勝では海外勢が撤退し2時間に短縮された変則レースながらも星野一義のドライブで初優勝を遂げる。星野は日本人初の世界耐久選手権ウィナーとなった。

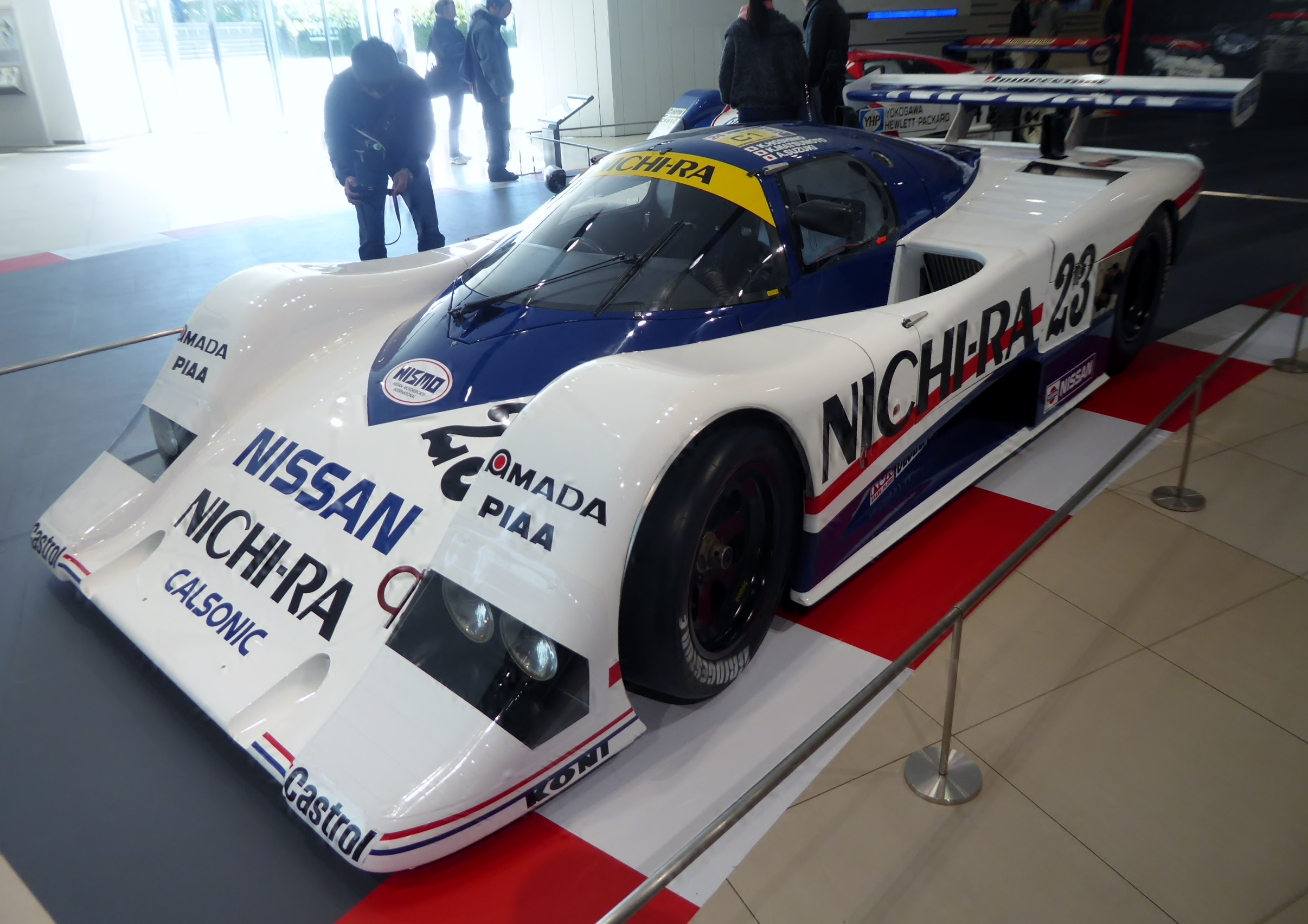
日産・R86V（マーチ・86G）1986年

1986年にはマーチ・85Gが、日産・R85Vの名でル・マン24時間レースに参戦。長谷見昌弘/和田孝夫/ジェームス・ウィーバー組が16位ながら完走している。日産はル・マン初出場で初完走となった。BMWがマーチ・86Gを改造したBMW GTPをIMSA GT選手権に投入したが、大きな成功は無かった。日産はその後もマーチ・86G、87Gでル・マン24時間レースに参戦した。
グループC用のシャシーについては、1988年のマーチ・88Gを最後に開発が打ち切られた。

### レイトンハウスとのジョイント

#### 1987年
1987年には日本のレイトンハウスをメインスポンサーに迎えてマーチ・871を投入、1台体制ながら久しぶりにマーチの名がF1に復活した。
ドライバーは、レイトンハウスオーナーの赤城明が目をかけていたイタリア人ドライバー、イヴァン・カペリで、彼はわずかではあるが既にF1での経験も持っていた。緒戦のブラジルGPは871の完成が間に合わず、ほぼF3000車両そのものの87Pを持ち込み、決勝には出走しなかった。第2戦のサンマリノGPでようやくF1用の車両である871を持ち込んだ。
ハイニ・マーダーによるチューンが施されているとはいえ、上位勢の使用するターボ・エンジンと比して非力なコスワースDFZエンジンを搭載、予選ではターボ車が上位を占めたことから後方グリッドに埋もれることが多かったが、自然吸気（NA）エンジン搭載車の中では同年のNAエンジン車のために設けられたタイトル「コーリン・チャップマン杯」を獲ったティレル・DG016に次ぐ健闘を見せた。最高成績は混戦状況の中カペリが安定した走りを見せたモナコGPでの6位入賞だった。
同年8月にはエイドリアン・ニューウェイがマーチに加入した。

#### 1988年
1988年には前年にチームに合流したニューウェイが設計し、同年度から参戦のジャッドエンジンを搭載した空力に優れる新型マシン881を投入。マウリシオ・グージェルミンとの2台体制になり、シーズン中盤以降にはしばしば上位を走行した。

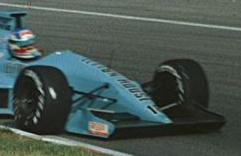
イヴァン・カペリが乗るマーチ・881（1988年カナダグランプリ）

881は、決勝最高位はポルトガルGPでの2位、予選では最高3位という好成績を収め、22ポイントを獲得した。全レースをターボ車が勝利したシーズンだったが、881は日本GPにおいて1周とはいえアラン・プロストが駆る強力なホンダ製ターボエンジンを搭載したマクラーレン・MP4/4を抑えてラップリーダーを記録した。このシーズンでNA車両がラップリーダーを記録したのは、このときの881だけであった。マウリシオ・グージェルミンも、新人ながら入賞2回（イギリスGPの4位、ハンガリーGPの5位）を記録した。結果的にこのシーズンは、同じジャッドエンジンを積んだウィリアムズやリジェを上回る成績を残した。
なお、ニューウェイが881で導入した「フロントノーズの下にフロントウイングを通すことで、フロントウイングの下面をディフューザーとして機能させ、フロントウィング全面でグラウンド・エフェクトを得る」という空力設計手法は、翌年にはほとんどのチームの車両に取り入れられるほどの影響を与えた。

#### 1989年
1989年にはレイトンハウスが正式にマーチを買収した。この年の初めにカペリのマネージャー、チェザーレ・ガリボルディ (イタリア語: Cesare Gariboldi)が交通事故死した。ガリボルディへの弔意を示すため、そのイニシャルを取ってこの年のマシンはCG891と名付けられた。
CG891はニューウェイが空力を優先した設計によるものであったが、過敏なマシンの空力特性と信頼性の問題を抱えることとなった。空力にこだわったニューウェイは、マシンの塗装の厚さや、スポンサー名のステッカーの厚さにまで注文を出すほどだったという。CG891には、76度のVバンク角を持つジャッドの新エンジン、EVを採用したが、信頼性に問題を抱えた。
この年は前年型の881(エンジンはジャッドCV)で3位の表彰台を獲得した開幕戦ブラジルGP以外にはポイントを獲得することができなかった。ただ、メキシコGPではカペリが予選4位を獲得、またフランスGPではグージェルミンがファステストラップを記録するなど、時折速さを見せたが、同じジャッドエンジン（ノーマル使用）を搭載したロータスにも成績では劣っていた。

#### 1990年
1990年にチーム名を「レイトンハウス」に変更し、1991年まではコンストラクターとしての「マーチ」の名は姿を消すこととなった。
1990年のマシンCG901は、誤った風洞データに基づいて設計されたこともあって、前年以上にエアロダイナミクスに対して非常に敏感な車となってしまい、サーキットの特性によって成績が極端に変化した。路面がバンピーなサーキットでは、車のセッティングがまったく対応出来ず、特にシリーズ有数の路面が荒れたサーキットで行われたブラジルGP・メキシコGPでは、2台そろって予選落ちを喫している。修正された風洞データを元に製作された改良型シャーシを投入したフランスGPでは、路面がフラットなポール・リカール・サーキットで開催されたこともあって、風洞実験とデータが一致し、一時は1-2体制を築き、最終的にカペリが2位表彰台を獲得した。また同じく路面がフラットなシルバーストン・サーキットで開催されたイギリスGPでも、カペリが一時3位まで浮上した。しかしそれ以降のレースは車のエアロダイナミクスに一致したサーキットが無く、非力で信頼性の劣るエンジンに悩まされ続け成績は不安定だった。翌1991年からイルモアエンジンの供給を受ける契約を結んだ。なお、ポルシェV12エンジンにも興味を示しフットワークと契約を争ったが、断念している。しかしポルシェV12エンジンは重くパワーも著しく低いとんでもない失敗作であったため、結果的にイルモアエンジンを選んだことが功を奏した。
しかし日本のバブル景気の崩壊とともにレイトンハウス本体の業績が悪化。不振の責任を取る形となったエイドリアン・ニューウェイもチームを去り、シーズン後半にウイリアムズに移籍した。

#### 1991年
1991年は、前年後半に改良型マシンを手がけたグスタフ・ブルナーとクリス・マーフィーが製作したCG911を投入するも、前年より改善されたとはいえ相変わらず空力に敏感でコンサバティブなシャーシだった上、新規参入のイルモアエンジンの信頼性不足もあり、入賞もハンガリーGPのカペリの6位1回のみと低迷した。

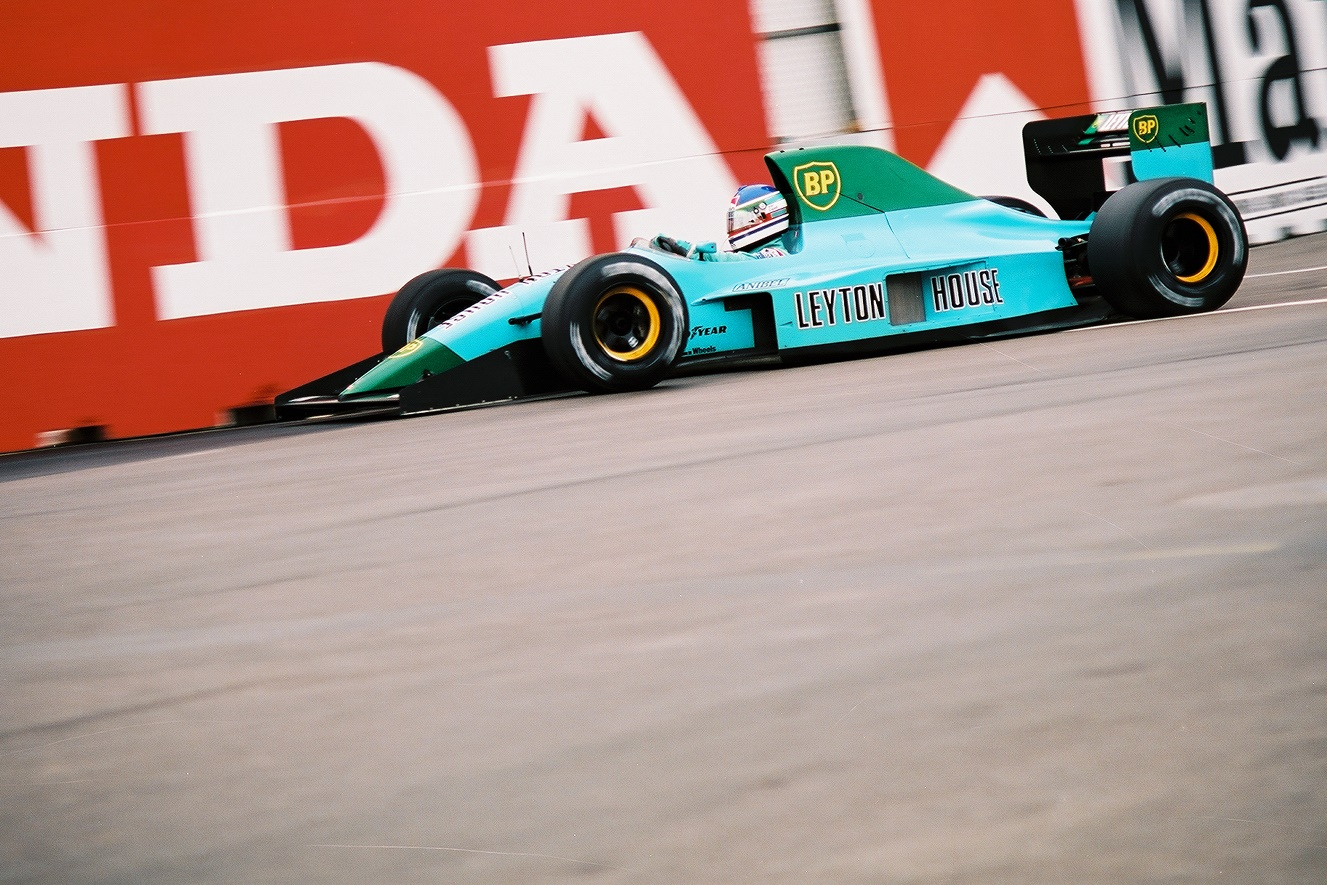
イヴァン・カペリがドライブするCG911（1991年アメリカGP）

さらに追い撃ちをかけるように、同年9月にはチームオーナーの赤城明が富士銀行不正融資事件で逮捕され、直後の日本GPではサイドポンツーンのレイトンハウスのロゴを外して出走した（フロントノーズにはロゴ有り）。さらにチームは日本GP前にカペリとの契約を解除し、スポンサーを持込んだ「メルセデスの3羽カラス」の1人、カール・ヴェンドリンガーをデビューさせることで資金難を凌いだ。なお、シーズン終了後にレイトンハウスはオーナー権を放棄した。
後に明らかにされた話として、この時期スズキとのジョイント計画が水面下で進められていたという。スズキでは「YR-91」と呼ばれるV型12気筒エンジンを試作しベンチテストまでこぎつけ、エンジンのポテンシャルを高く評価したことや、レイトンハウス側も「F1で勝つためには自動車メーカーからの支援が必要不可欠」と翌年以降チームをスズキに売却することも決まっていたと言う。しかし上記の不祥事に加えバブル崩壊という時節柄も有り、スズキはエンジン開発の中止を決めたためジョイント話も消滅した。

### レイトンハウス撤退〜チーム消滅

#### 1992年
残されたチームは、4年ぶり（コンストラクターとしては3年ぶり）に「マーチ」へと改称し、ヘンリー・ポーレンバーグが代表になる体制で参戦するものの、メインスポンサーであったレイトンハウスを失い、残留したヴェンドリンガーと新人ポール・ベルモンドの組み合わせとなるが、ベルギーGPからベルモンドに代わりエマニュエル・ナスペッティが、終盤2戦はヴェンドリンガーに代わりグループCや鈴鹿1000kmで活躍していたヤン・ラマース（10年ぶりのF1参戦）がそれぞれ小口スポンサー持ち込みで加入した。
しかしそれにもかかわらず、十分なスポンサーが集まらずマシンはチームカラーのライトブルー（レイトンハウス時代には「レイトンブルー」と呼ばれていた緑がかったライトブルーから、ライトブルーに変更されている）のみが目立つという惨状。この様な状態では戦闘力を云々するレベルではなく、ヴェンドリンガーがカナダGPで得た4位のみが特筆すべきリザルトであった。
この年の資金難から、チーム解散が噂されていたが、翌1993年にもFIAにエントリーを申請しリストにもチームは載ることになった。ドライバーは、前年久しぶりにF1に復帰したヤン・ラマースと前年の国際F3000選手権ランキング5位の新人ジャン＝マルク・グーノンと契約した。マシンは1991年に設計されたCG911をそのまま使用することを表明。しかし、いざ開幕してみると、折からの世界的な不況の中で十分な資金が集まるはずもなく、開幕戦南アフリカGPに現れたのは両ドライバーだけでチームは現れなかった。結局チームはそのまま消滅してしまった。
1994年、かつてマーチに所属したニック・ワースがシムテックを設立した際、シムテック自体にレース経験が無かったため、古巣のマーチから旧知のスタッフを集めて参戦するも、資金難に苦しみ、1995年の第5戦を最後に撤退を余儀なくされた。

### 再エントリー
2010年のF1世界選手権にエントリーを提出したことが明らかとなった。マーチの名称権を保有するアンドリュー・フィットンが申請、FIAに受理された。しかしながら、FIAの選考を通過できず、2010年のF1参戦は認められなかった。

## 変遷表(F1)
| 年     | エントリー名 | 車体型番      | タイヤ | エンジン                                     | オイル                       | ドライバー | ランキング | 優勝数 |
| ------ | --- | ------------- | ------ | -------------------------------------------- | ---------------------------- | --- | ---------- | ------ |
| 1970年 | マーチ・エンジニアリング *Tyrrell Racing Organisation(701) *Colin Crabbe Racing(701) *STP Corporation(701) *Antique Automobiles Racing Team(701) | 701           | D F G  | フォードDFV (3.0L V8)                        | シェル エルフ STP            | クリス・エイモン ジョー・シフェール ジャッキー・スチュワート フランソワ・セベール ロニー・ピーターソン マリオ・アンドレッティ | 3          | 1      |
| 1971年 | STPマーチ・レーシング・チーム *Frank Williams Racing Cars(701,711) *Clarke-Mordaunt-Guthrie Racing(711) *Gene Mason Racing(711) *Shell Arnold(701) *Team Gunston(701) *Jo Siffert Automobiles(701)                                                       | 711           | G F    | フォードDFV アルファロメオTipo33/3 (3.0L V8) | シェル STP モチュール        | ロニー・ピーターソン アンドレア・デ・アダミッチ ナンニ・ガリ ニキ・ラウダ ジャン＝ピエール・ジャリエ | 4          | 0      |
| 1972年 | STPマーチ・レーシング・チーム *Team Williams Motul(711,721) *Clarke-Mordaunt-Guthrie Racing(721G) *Team Eifelland Caravans(721) *Gene Mason Racing(711)                                                                                                  | 721,721X,721G | G      | フォードDFV                                  | シェル STP モチュール フィナ | ニキ・ラウダ アンリ・ペスカロロ ロニー・ピーターソン カルロス・パーチェ ロルフ・シュトメレン | 6          | 0      |
| 1973年 | STPマーチ・レーシング・チーム マーチ・レーシング・チーム *Clarke-Mordaunt-Guthrie-Durlacher(721G,731) *Hesketh Racing(731) *LEC Refrigeration Racing(731) *Team Piel Robert(731)                                                                         | 721G 731      | G      | フォードDFV                                  | STP                          | ジャン＝ピエール・ジャリエ マイク・ボイトラー アンリ・ペスカロロ ジェームス・ハント デビッド・パーレイ レイネ・ウィセル ロジャー・ウィリアムソン | 5          | 0      |
| 1974年 | マーチ・エンジニアリング *Hesketh Racing(731) *Dempster International Racing Team(731) | 741           | G      | フォードDFV                                  | シェル バルボリン            | ハンス＝ヨアヒム・スタック ヴィットリオ・ブランビラ ジェームス・ハント ハウデン・ガンリー レイネ・ウィセル マイク・ワイルズ | 9          | 0      |
| 1975年 | ベータ・チーム・マーチ マーチ・エンジニアリング *Lavazza March(751) *Penske Cars(751) | 741 751       | G      | フォードDFV                                  | シェル                       | ヴィットリオ・ブランビラ レラ・ロンバルディ ハンス＝ヨアヒム・スタック マーク・ダナヒュー | 8          | 1      |
| 1976年 | ベータ・チーム・マーチ マーチ・エンジニアリング *March Racing(761) *Theodore Racing(761) *Ovoro Team March(761) | 761           | G      | フォードDFV                                  | シェル ダッカムス            | ヴィットリオ・ブランビラ ハンス＝ヨアヒム・スタック ロニー・ピーターソン | 7          | 1      |
| 1977年 | ハリウッド・マーチ・レーシング チーム・ロスマンズ・インターナショナル *Williams Grand Prix Engineering(761) *RAM Racing/F & S Properties(761) *RAM Racing(761) *Team Merzario(761B) *British Formula One Racing Team(761,761B) *Chesterfield Racing(761) | 761B 771      | G      | フォードDFV                                  | エルフ ダッカムス テキサコ   | アレックス・リベイロ イアン・シェクター ボイ・ハイエ ブレット・ランガー ハンス＝ヨアヒム・スタック ブライアン・ヘントン アルトゥーロ・メルツァリオ パトリック・ネーヴェ ベルナール・デ・ドライバー ミッコ・コザロウィットスキー アンディ・サトクリフ ミハエル・ブリークモレン | 19         | 0      |
| 1981年 | マーチ・グランプリ・チーム | 811           | M A    | フォードDFV                                  | バルボリン                   | デレック・デイリー エリセオ・サラザール | 14         | 0      |
| 1982年 | マーチ・グランプリ・チーム ロスマンズ・マーチ・グランプリ・チーム LBT・チーム・マーチ | 821           | G      | フォードDFV                                  | バルボリン                   | ヨッヘン・マス ルパート・キーガン ラウル・ボーセル エミリオ・デ・ヴィロタ | 16         | 0      |
| 1987年 | レイトンハウス・マーチ・レーシング・チーム | 87P 871       | G      | フォードDFZ (3.5L V8)                        | BP                           | イヴァン・カペリ | 12         | 0      |
| 1988年 | レイトンハウス・マーチ・レーシング・チーム | 881           | G      | ジャッドCV (3.5L V8)                         | BP                           | マウリシオ・グージェルミン イヴァン・カペリ | 6          | 0      |
| 1989年 | レイトンハウス・マーチ・レーシング・チーム | 881 CG891     | G      | ジャッドCV,EV (3.5L V8)                      | BP                           | マウリシオ・グージェルミン イヴァン・カペリ | 11         | 0      |
| 1990年 | レイトンハウス・レーシング | CG901,CG901B  | G      | ジャッドEV                                   | BP                           | マウリシオ・グージェルミン イヴァン・カペリ | 6          | 0      |
| 1991年 | レイトンハウス・レーシング | CG911         | G      | イルモア2175A (3.5L V10)                     | BP                           | マウリシオ・グージェルミン イヴァン・カペリ カール・ヴェンドリンガー | 12         | 0      |
| 1992年 | マーチ・F1 | CG911B        | G      | イルモア2175B                                | BP                           | カール・ヴェンドリンガー ヤン・ラマース ポール・ベルモンド エマニュエル・ナスペッティ | 9          | 0      |

*枝がついているチームに車体を供給（括弧内に供給した車体の型番を記載）

*斜体になっているドライバーはスポット参戦など

## F1車両ギャラリー
- 箱型・ウイングノーズ型（1970年 - 1973年）

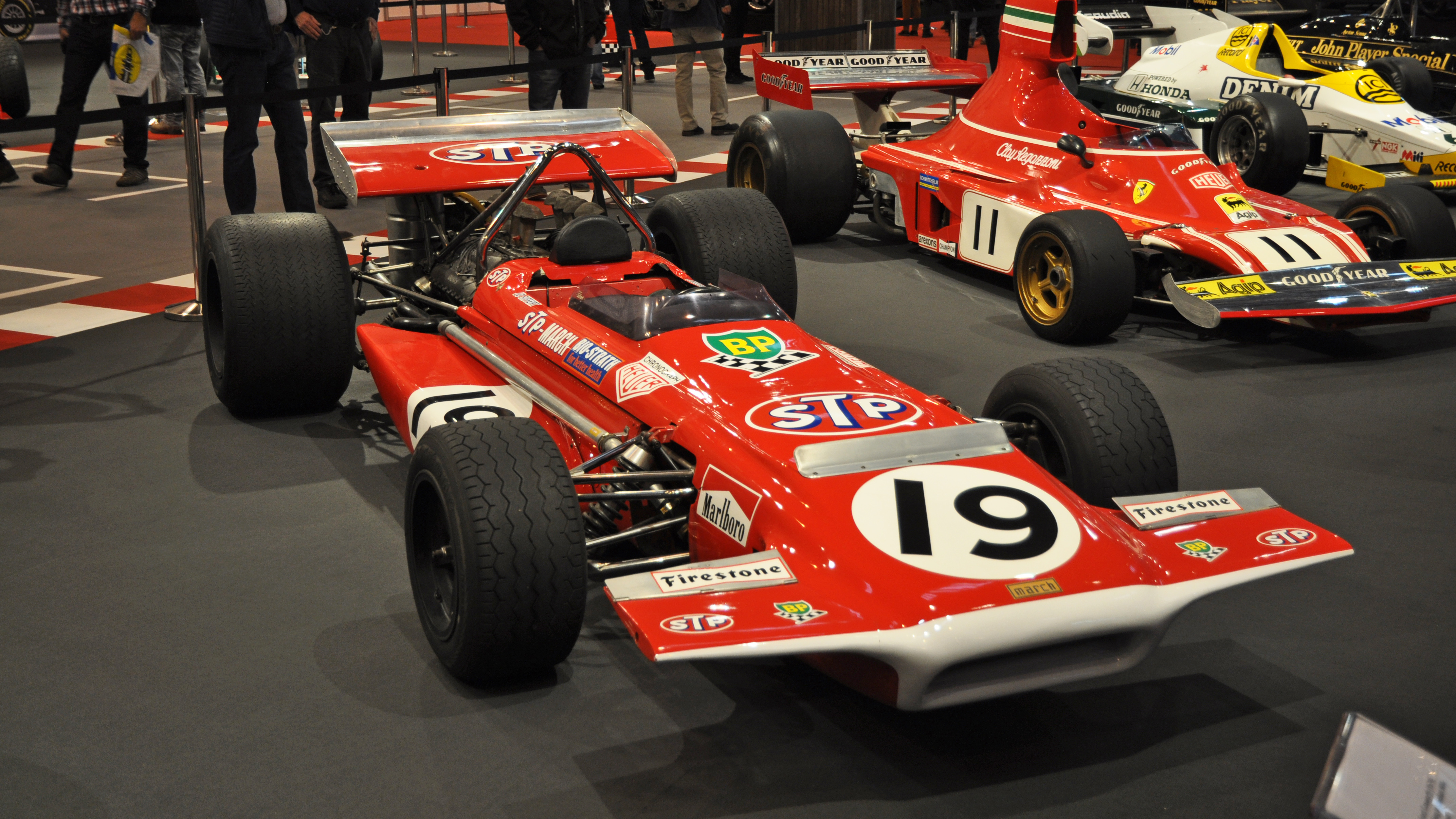
701 フォード
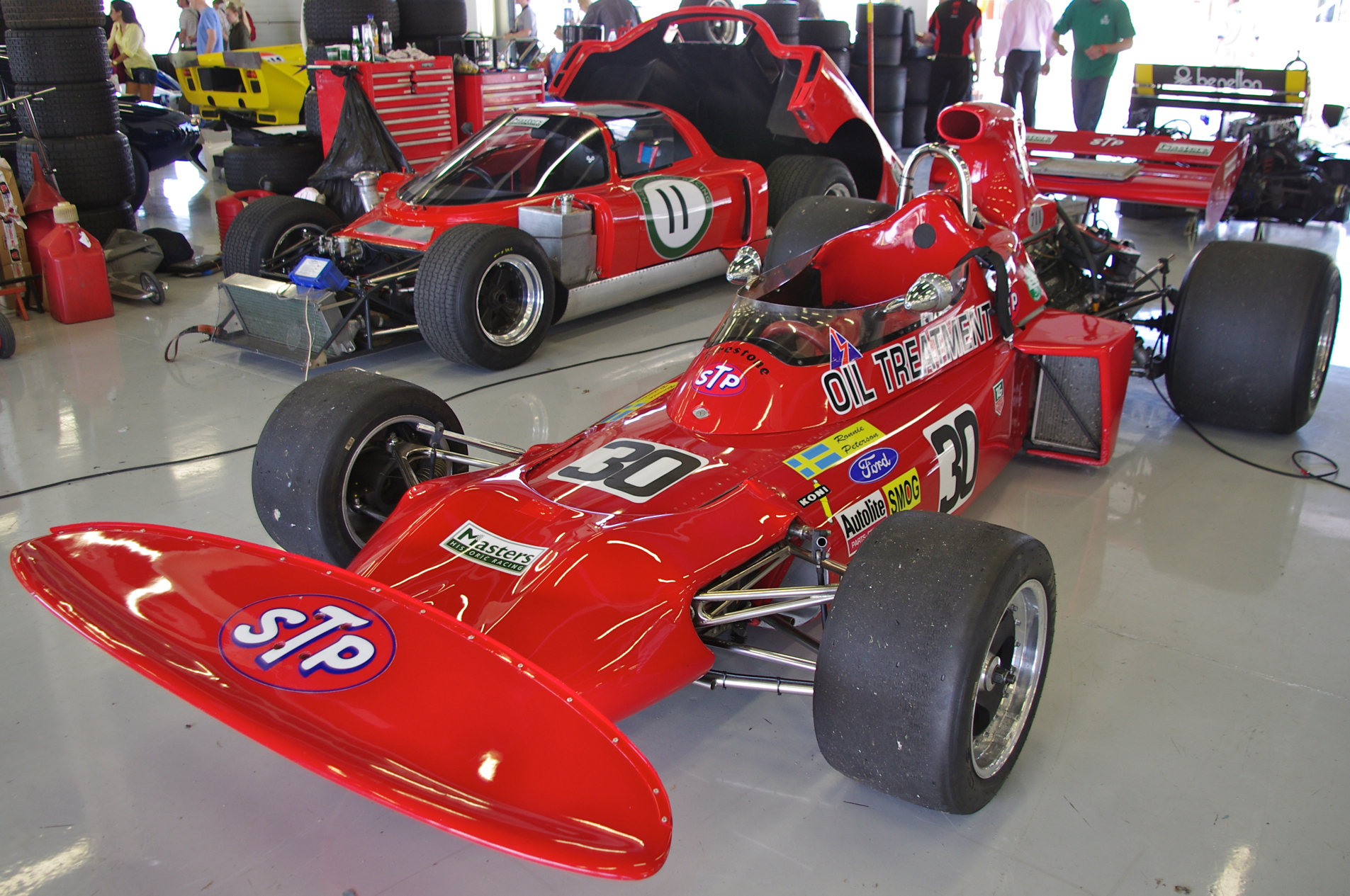
711 フォード型
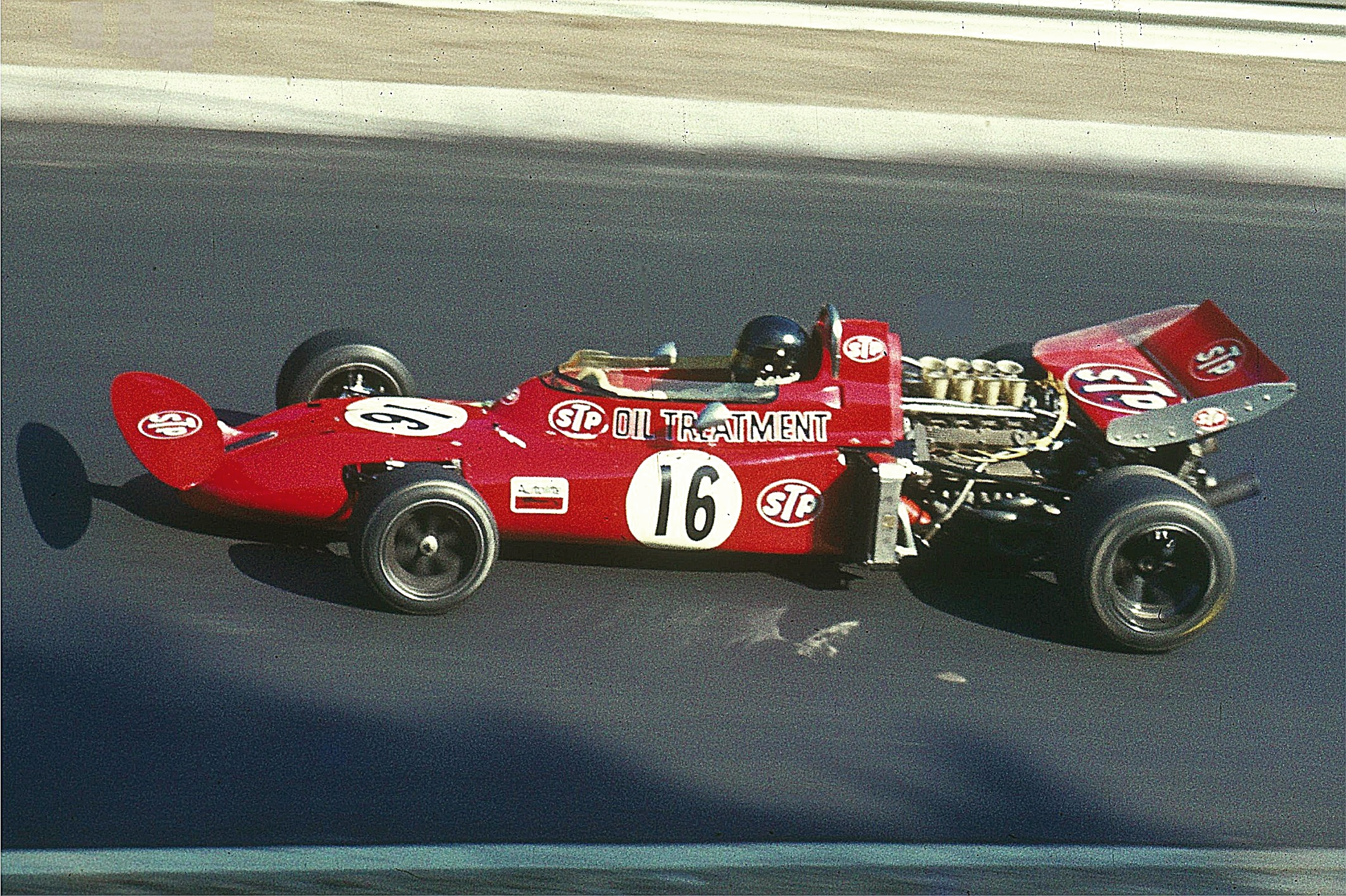
711 アルファロメオ型
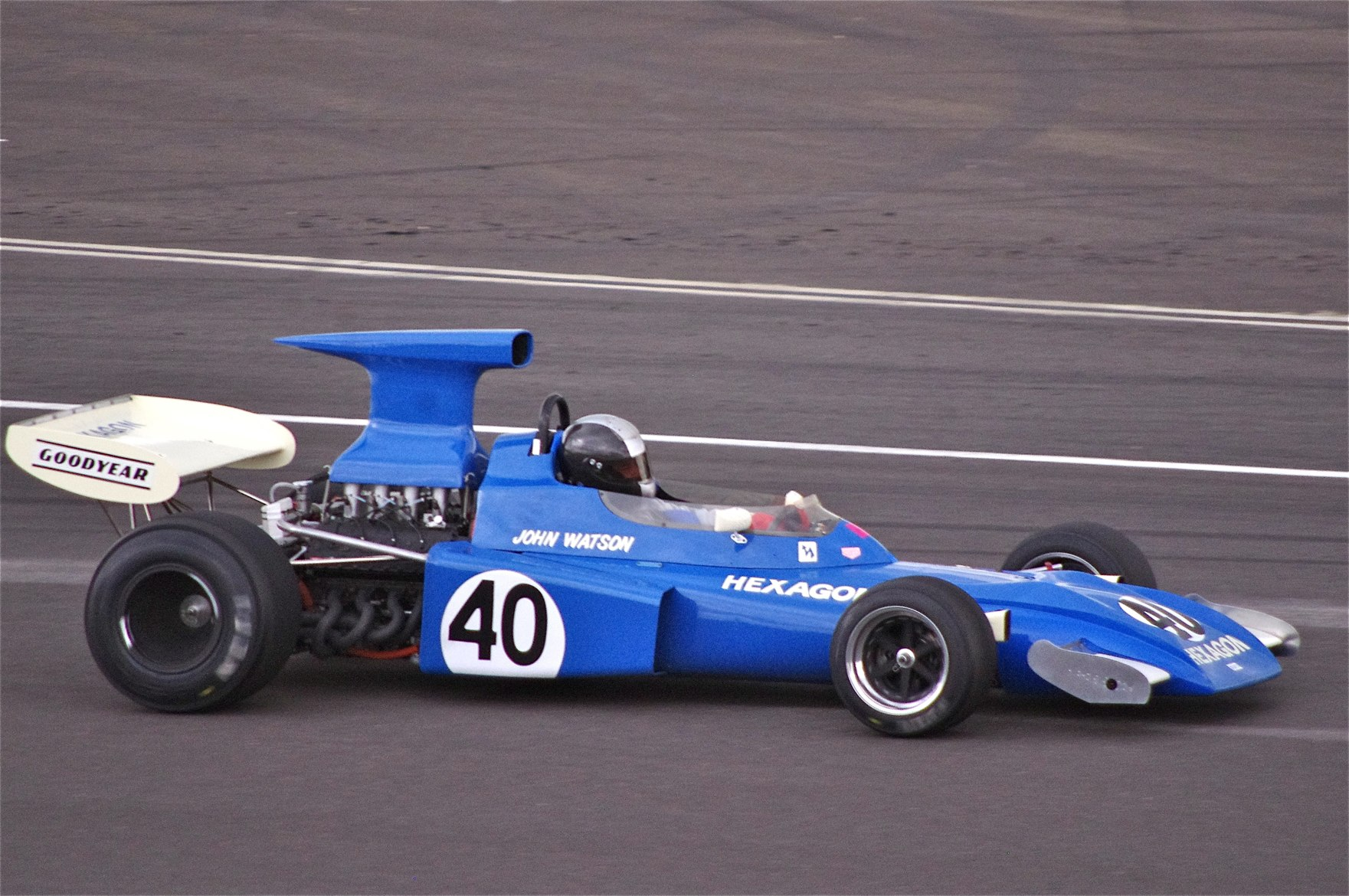
721 フォード
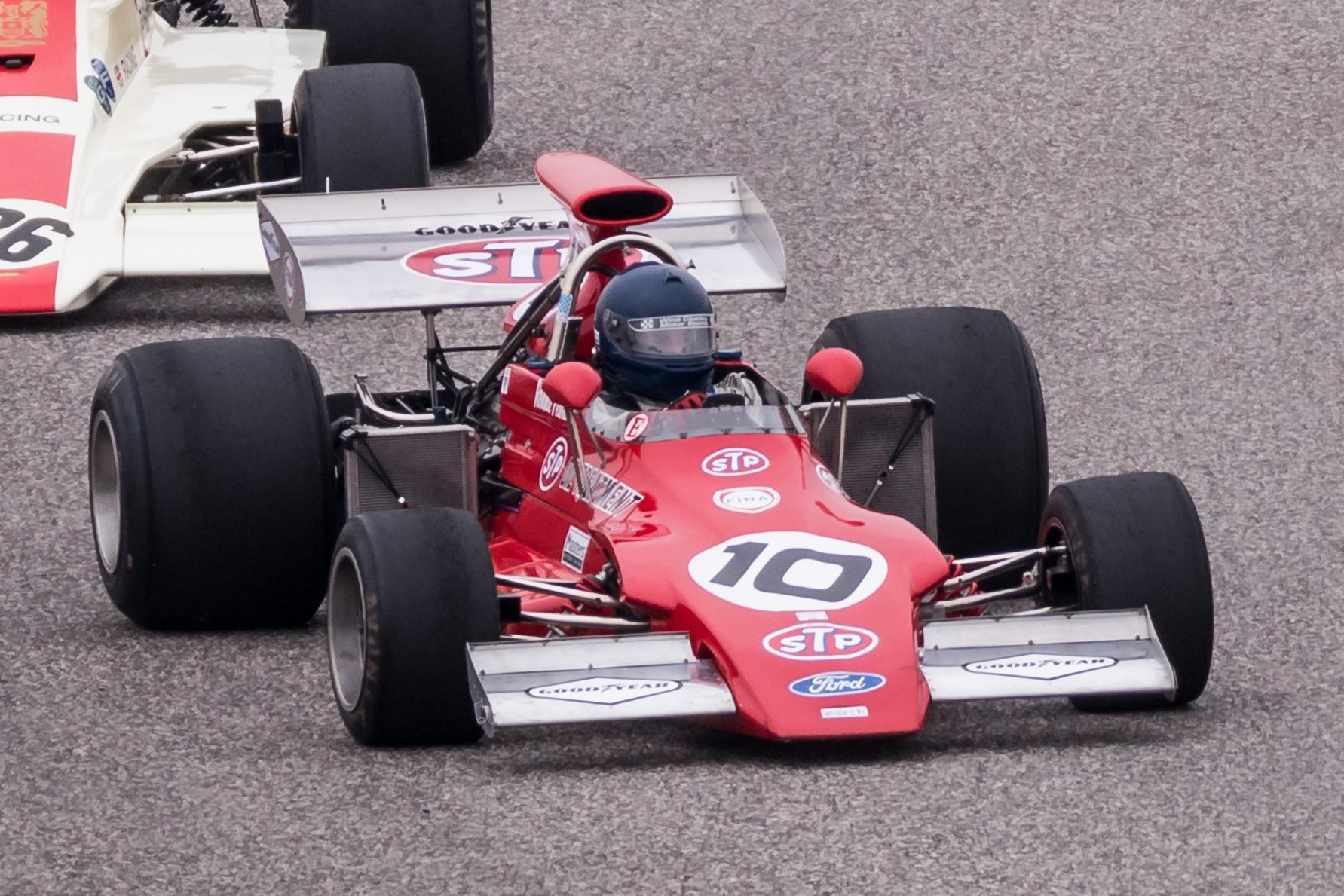
721G フォード

- スポーツカーノーズ型（1972年 - 1977年）

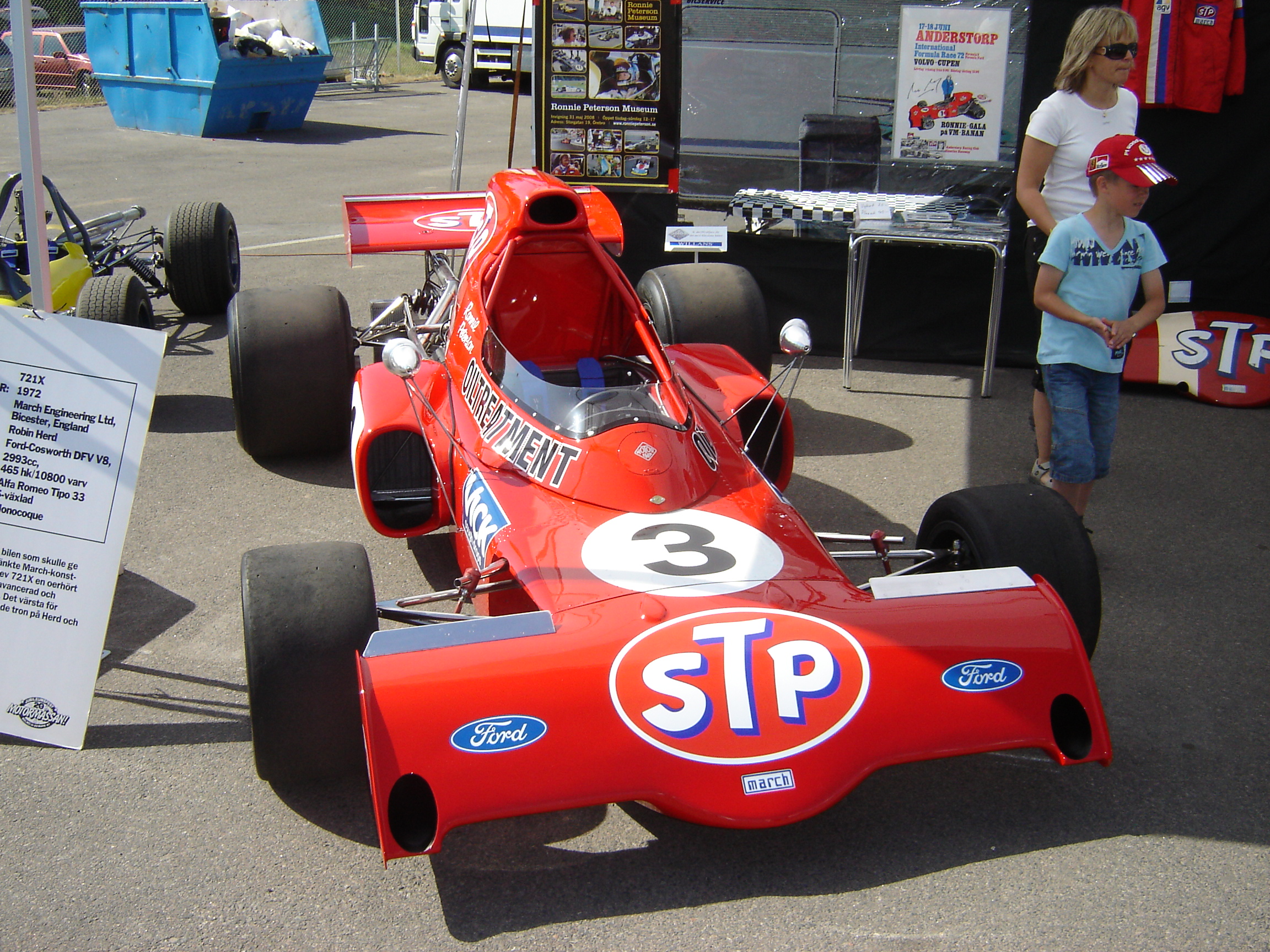
721X フォード
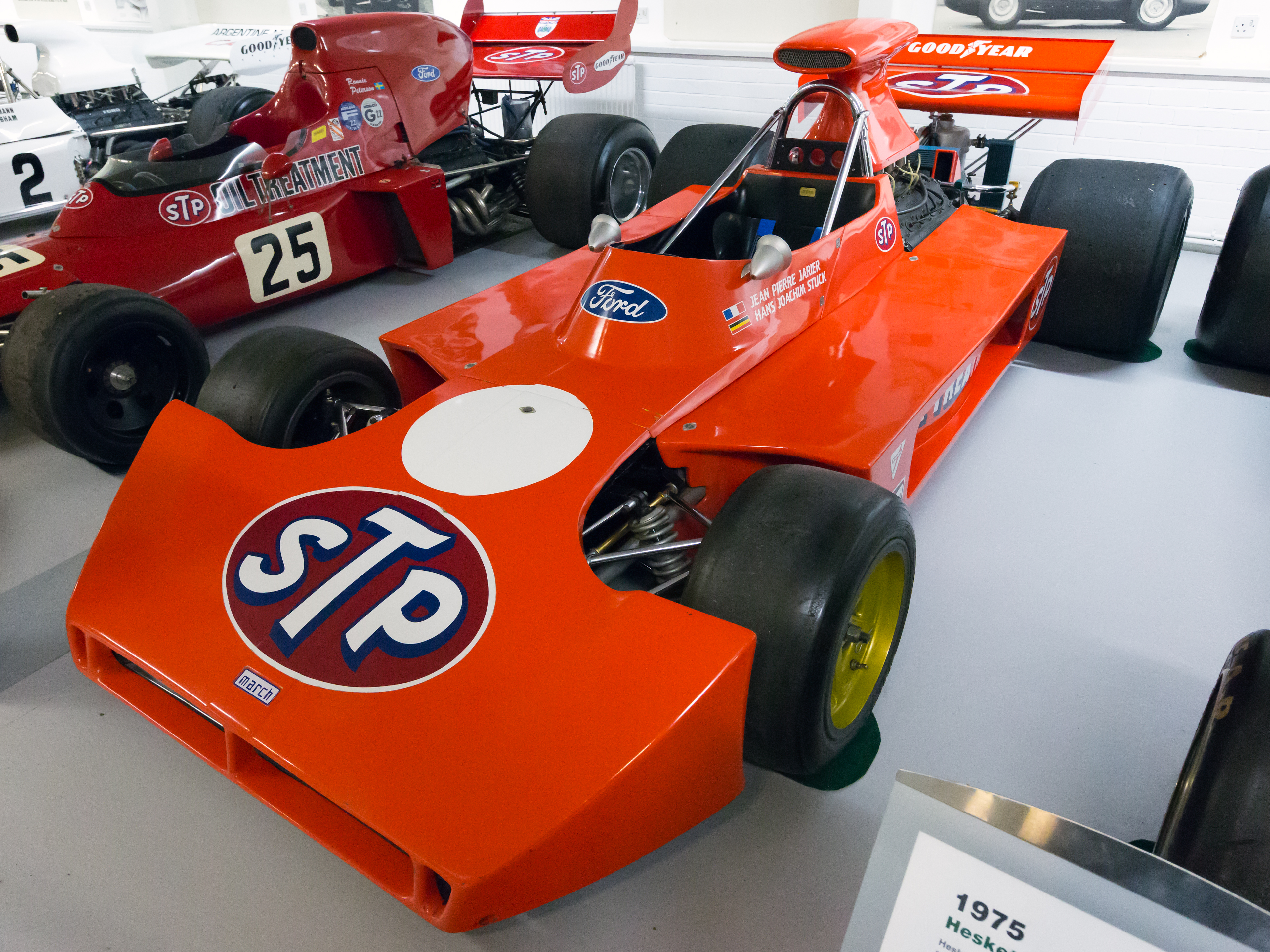
731 フォード
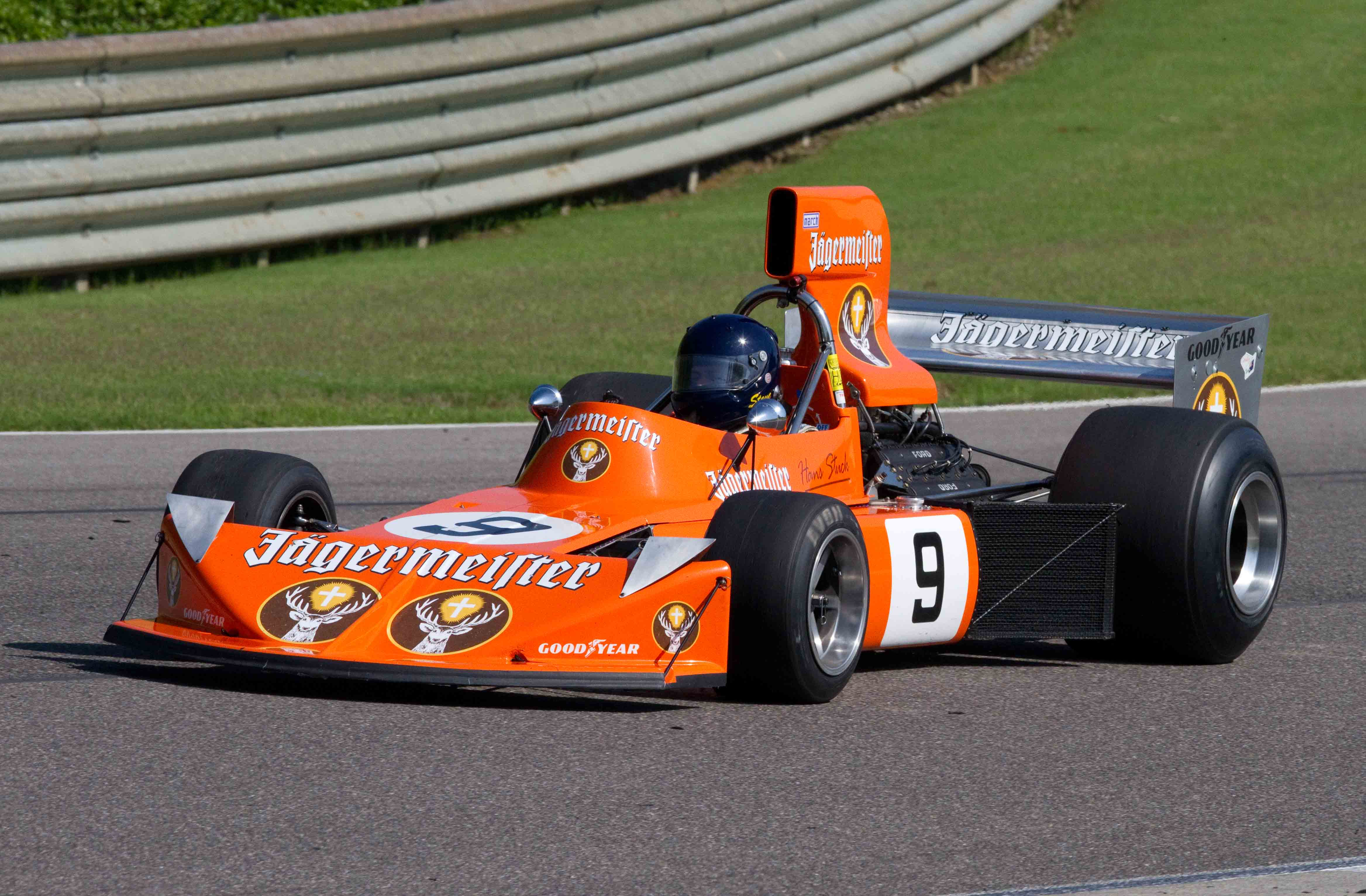
741 フォード
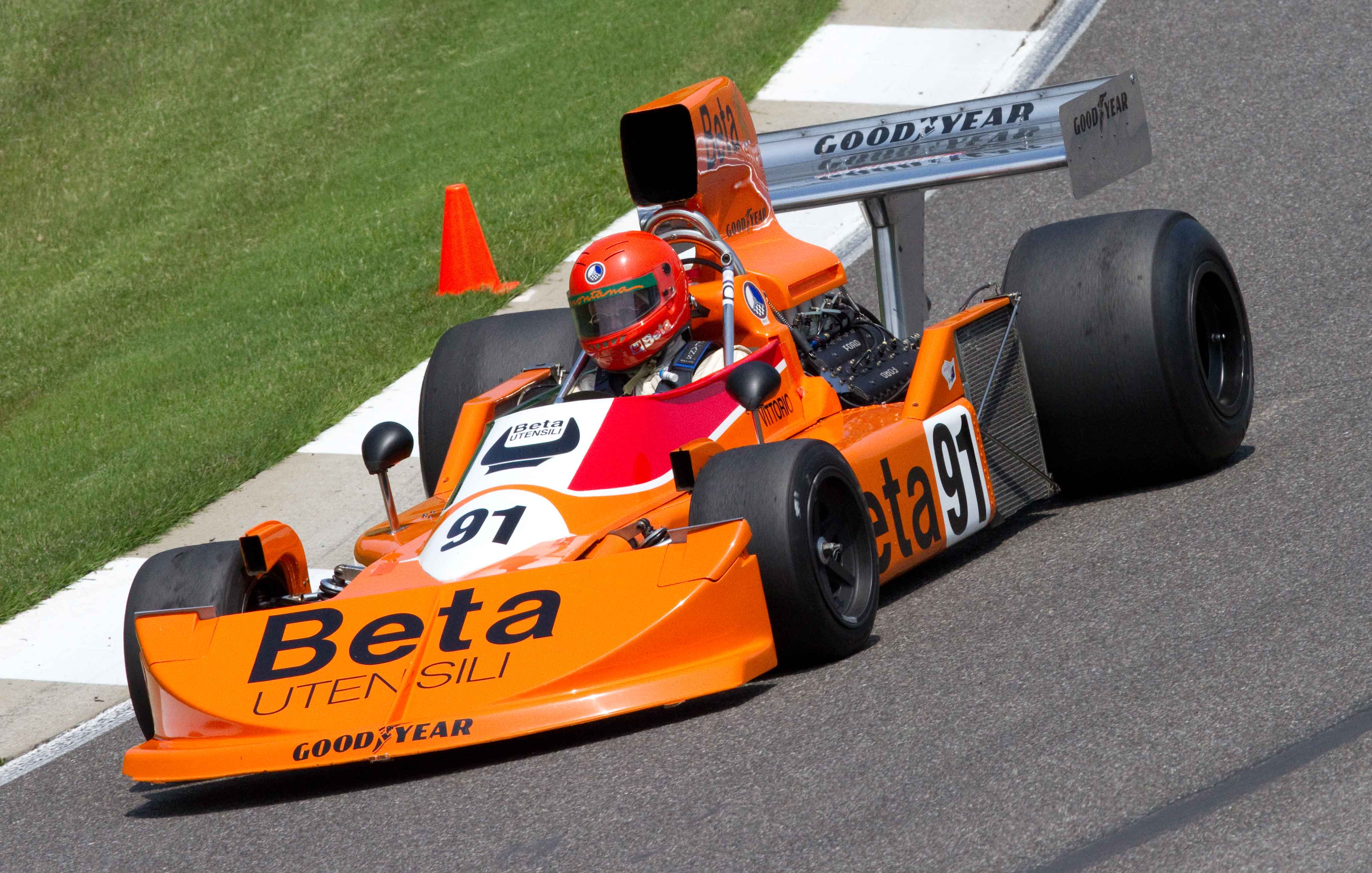
751 フォード
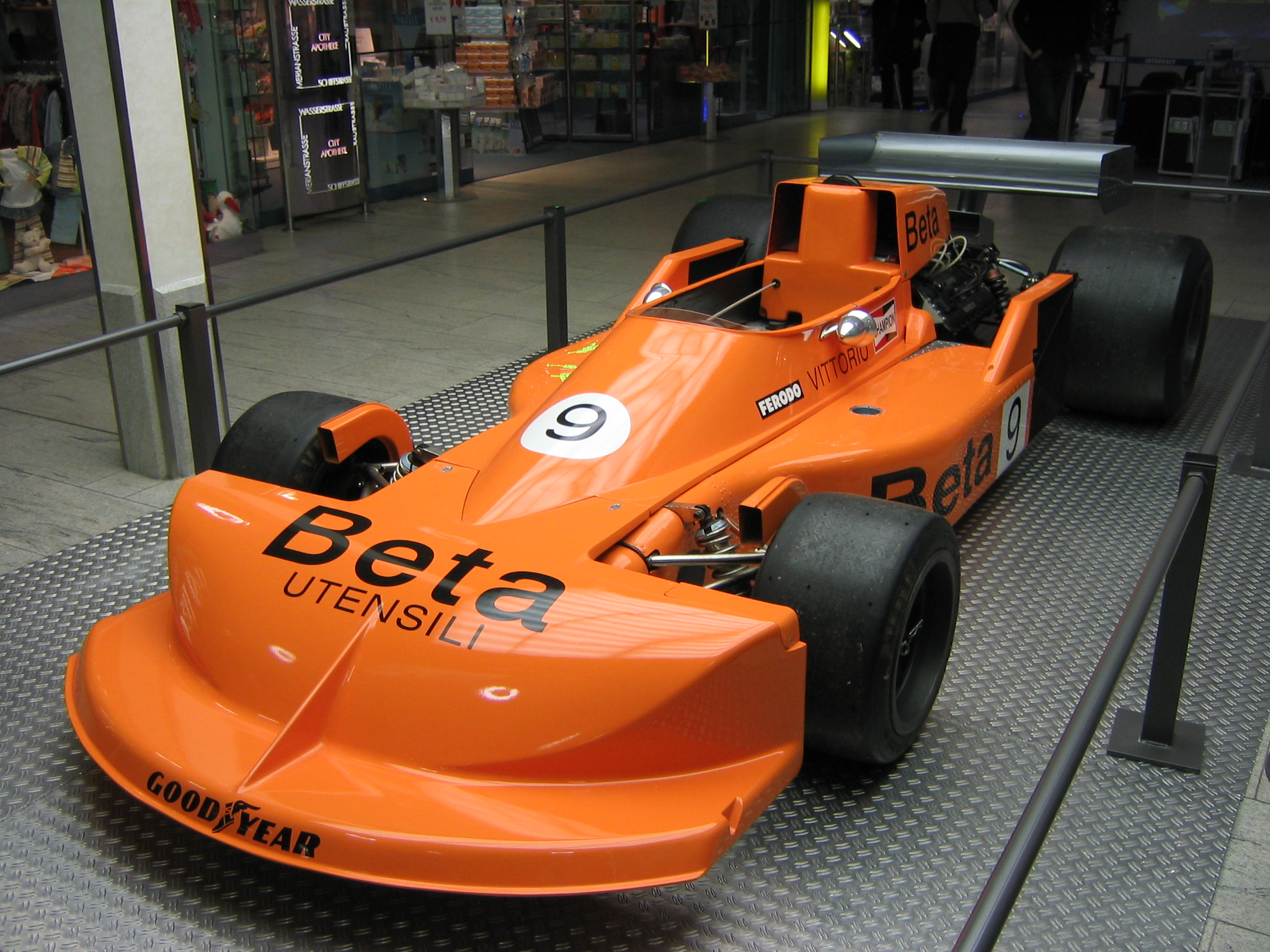
761 フォード
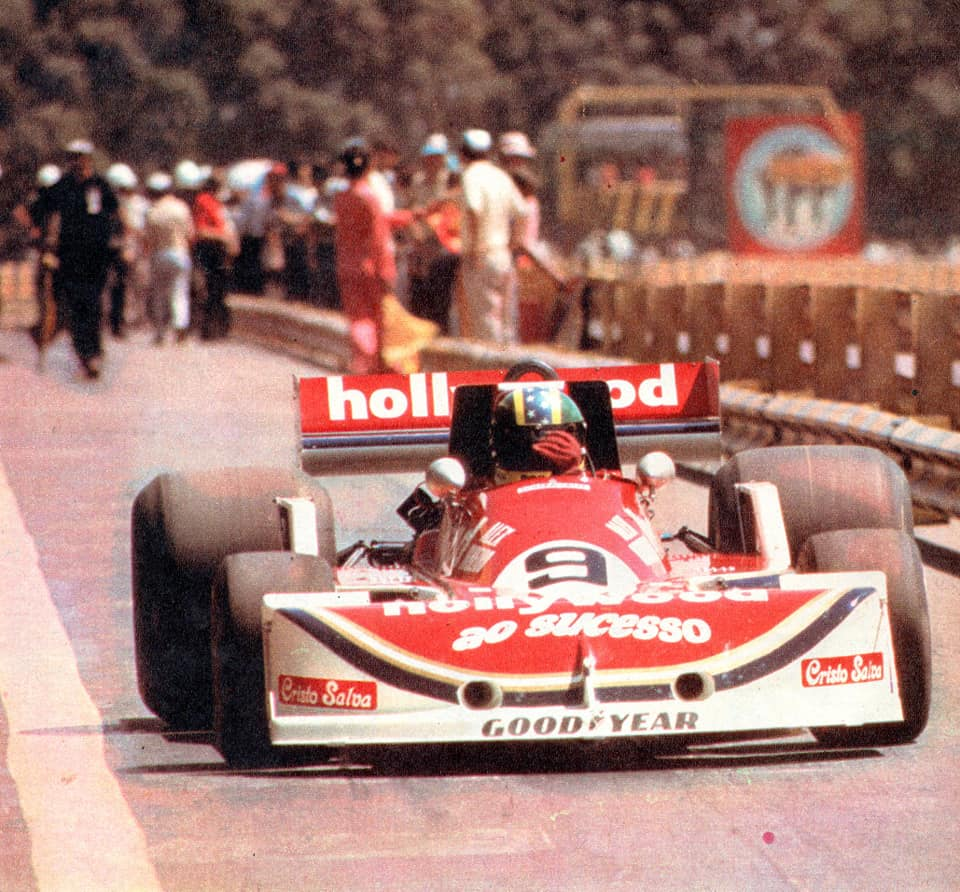
761B フォード

RAM・マーチ
- グラウンド・エフェクト型（1981年 - 1982年）

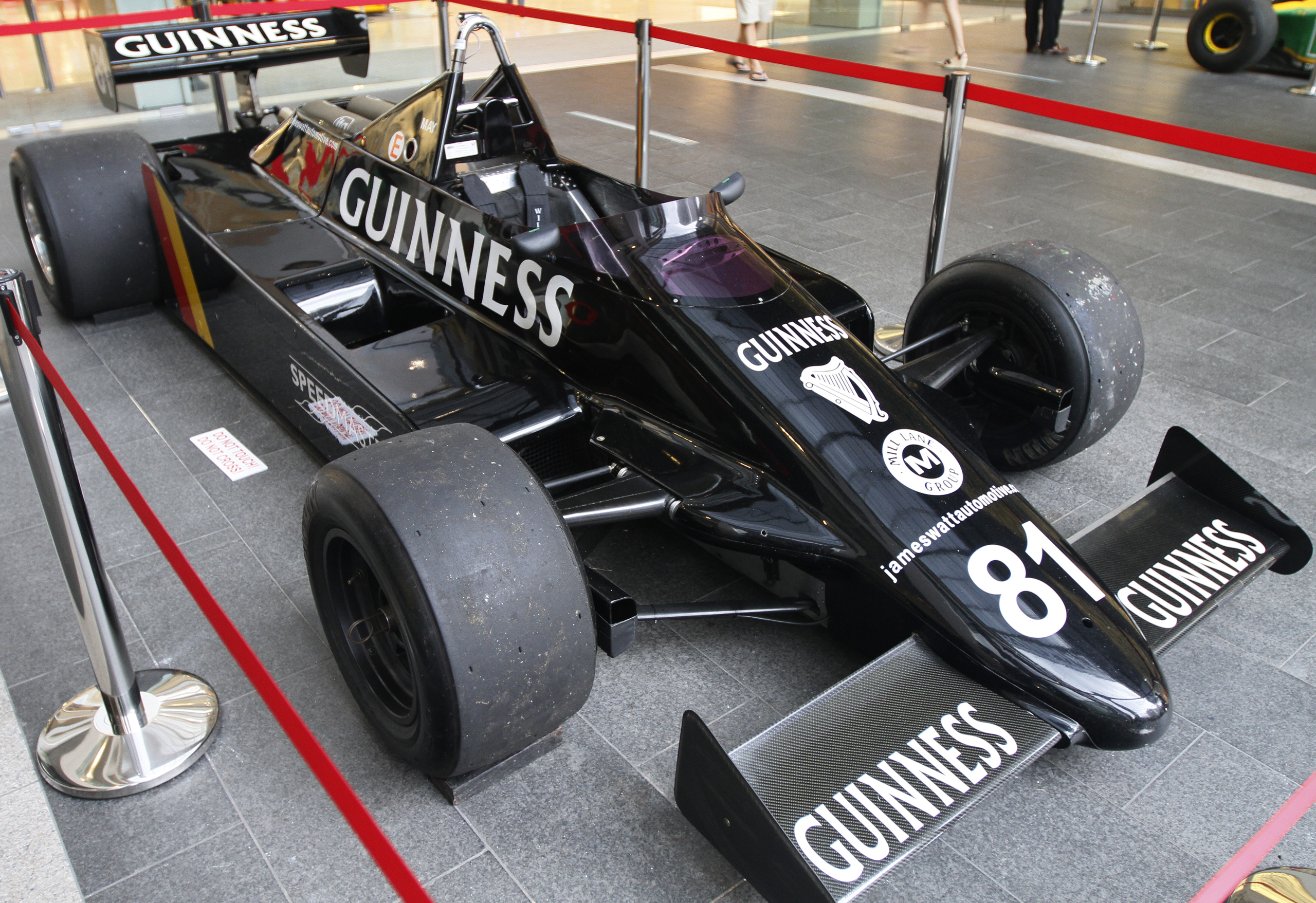
811 フォード
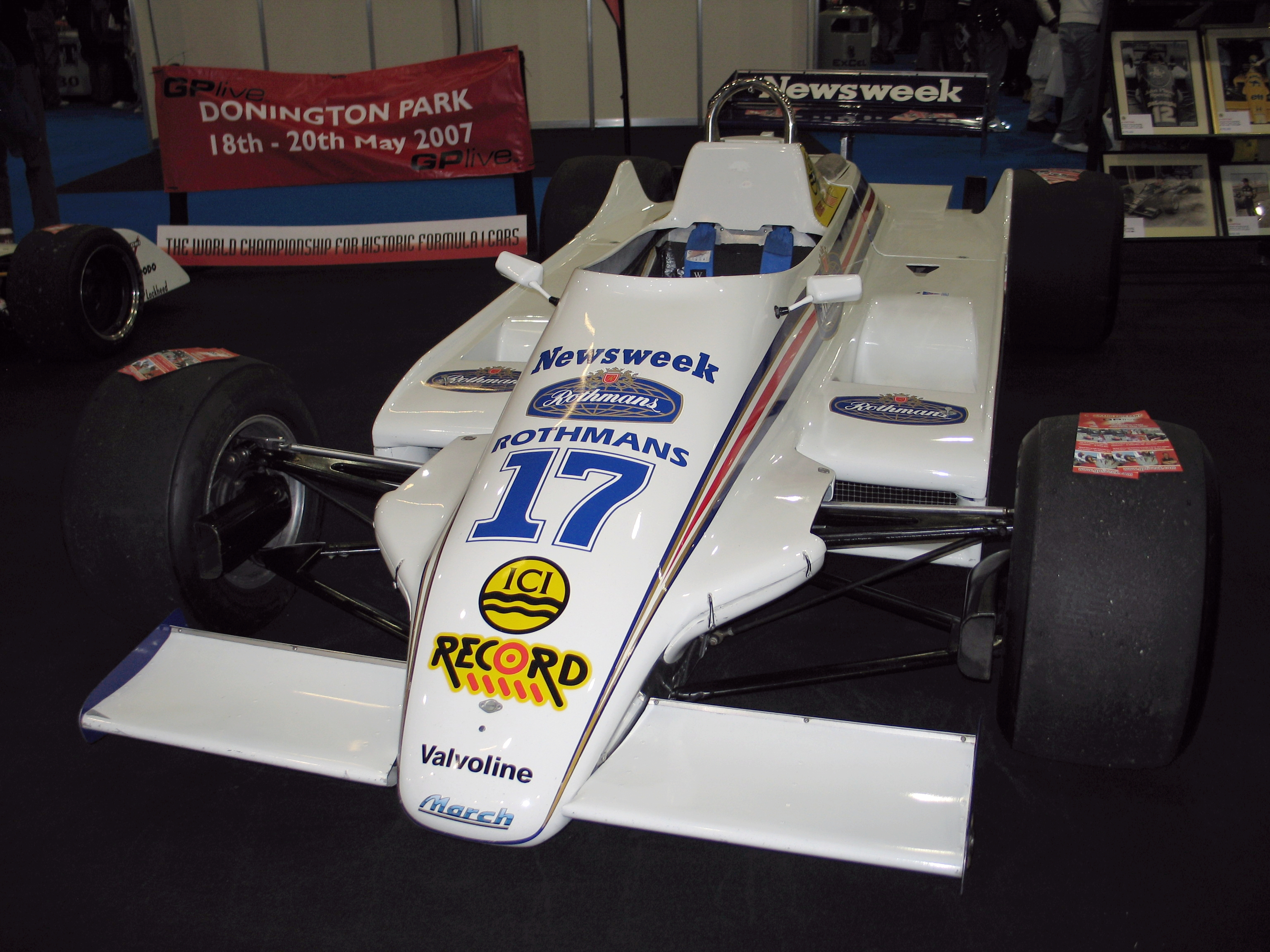
821 フォード

レイトンハウス・マーチ
- ウイングノーズ型（1987年 - 1992年）

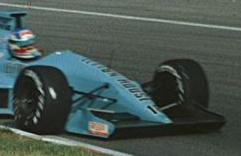
881 ジャッド
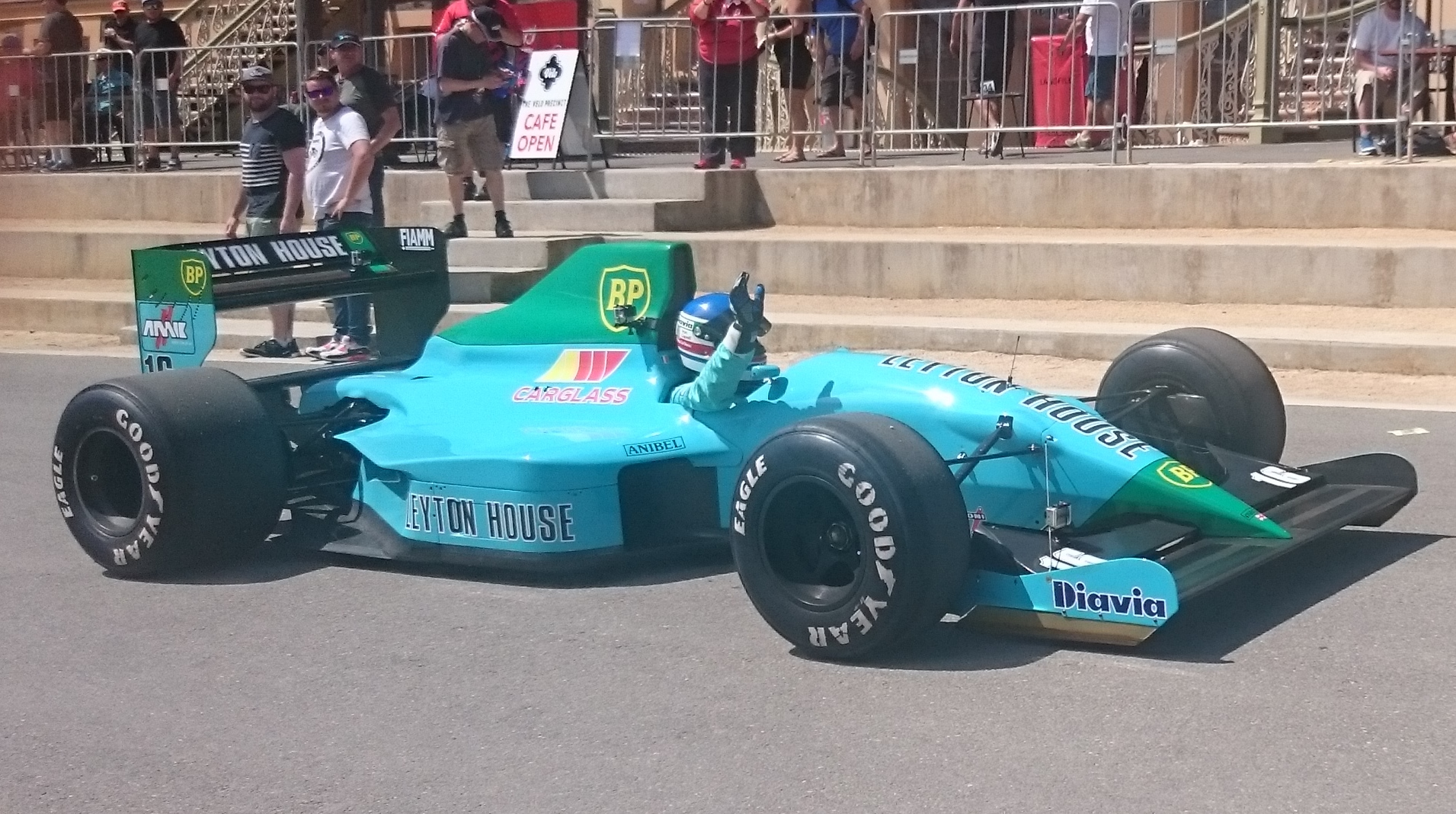
CG891 ジャッド
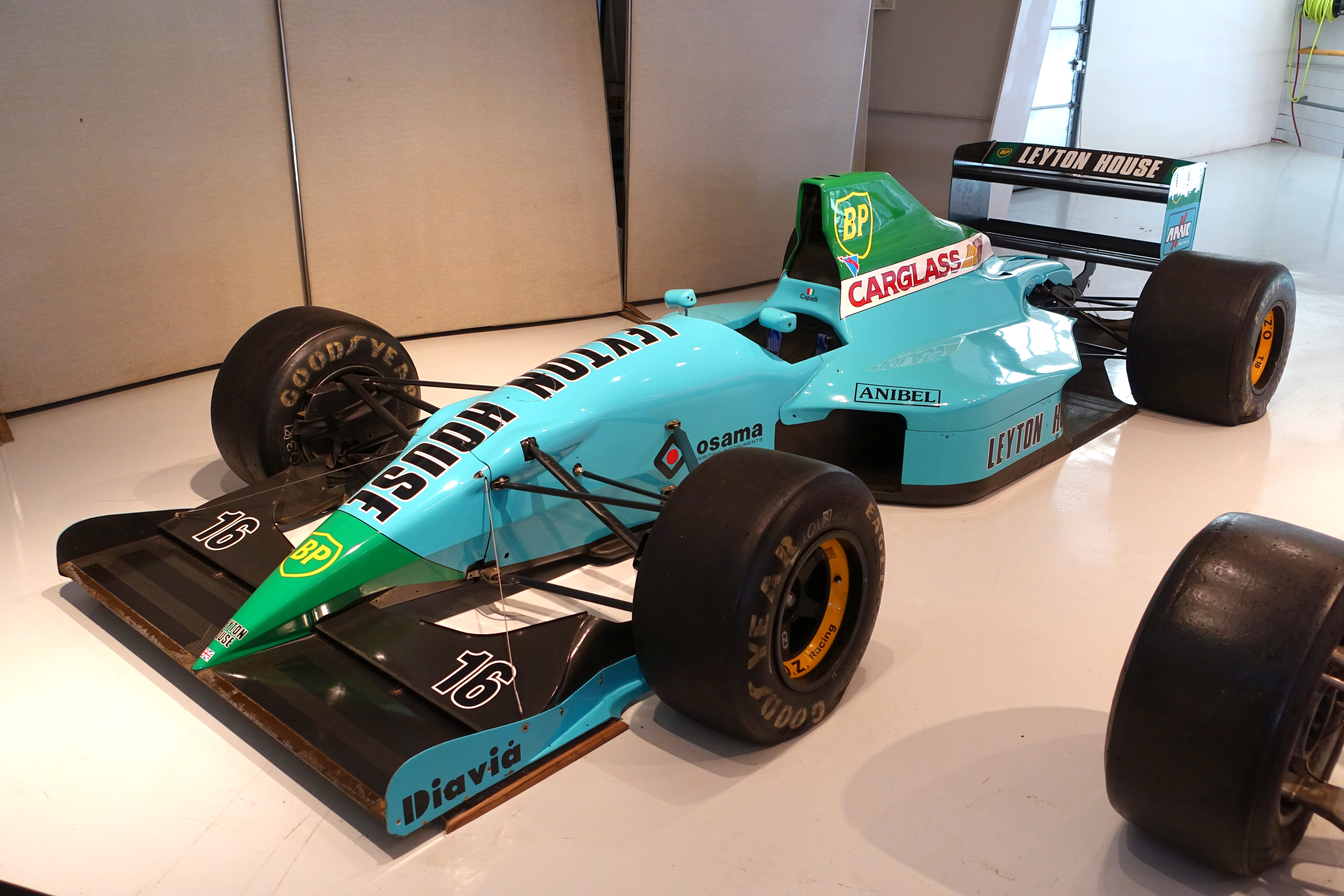
CG901 ジャッド
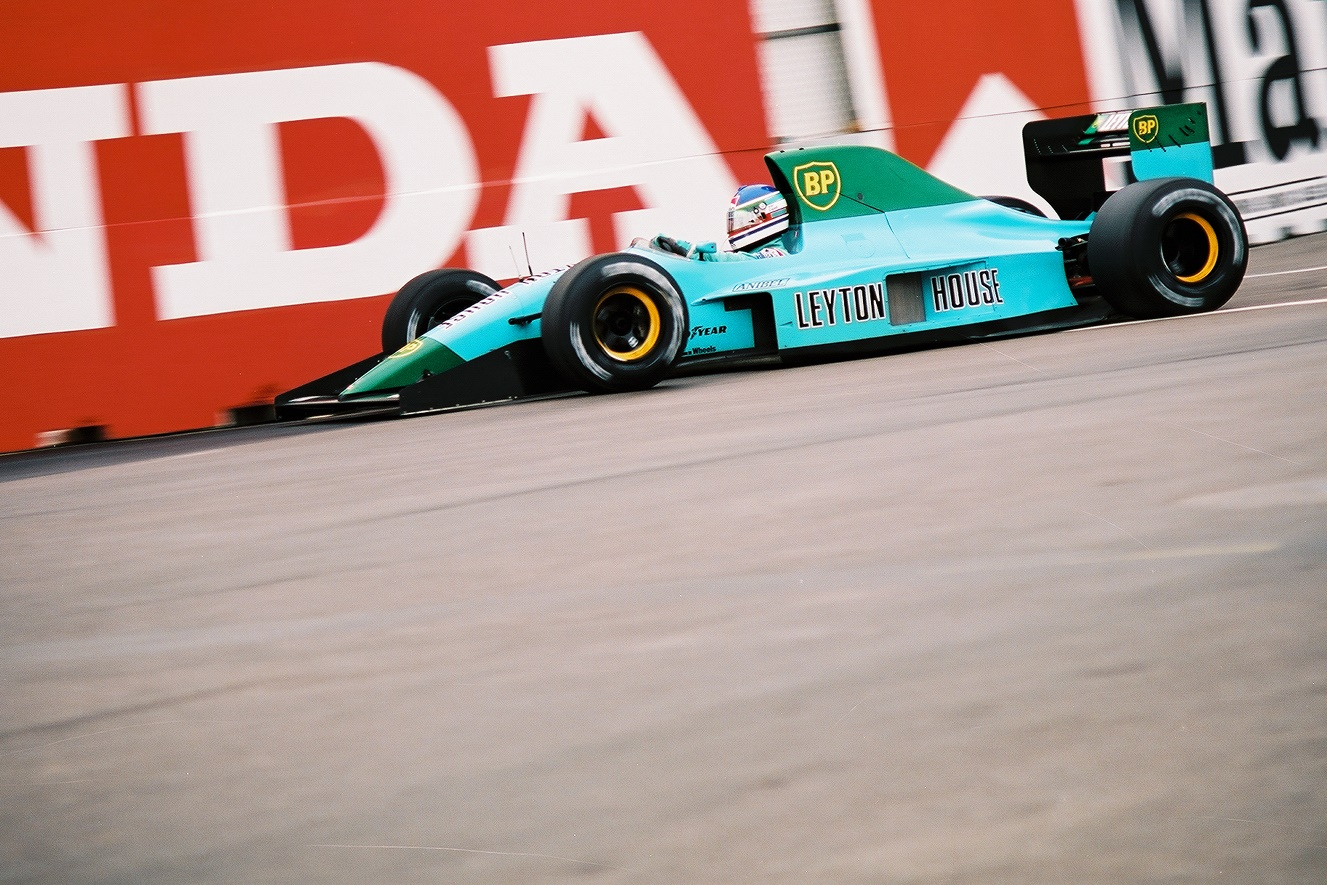
CG911 イルモア